# Duell Vincke–Bismarck
Das Duell Vincke–Bismarck war ein mit Pistolen ausgetragenes Duell zwischen Georg von Vincke und Otto von Bismarck, das am 25. März 1852 am Tegeler See stattfand. Beide Duellanten entstammten derselben gesellschaftlichen Schicht und waren einander gut bekannt. In den Jahren der Revolution und der Reaktion, von 1847 bis 1851, gewannen sie jedoch gegensätzliche Standpunkte, die sie verfeindeten. Bismarck wurde in einer öffentlichen emotionalen politischen Debatte von Vincke in die Defensive gedrängt; er musste sich gegen den Vorwurf verteidigen, bei delikaten diplomatischen Angelegenheiten indiskret gewesen zu sein. Eine Anekdote um eine brennende Zigarre bildete den Anlass für wechselseitig beleidigende Bemerkungen, die zum Duell führten, bei dem jedoch beide Kontrahenten unverletzt blieben.

## Das Duell im 19. Jahrhundert
Im 19. Jahrhundert war das Duell nicht nur ein Verhaltenskodex, sondern ein fester Bestandteil machtpolitischer Auseinandersetzungen. Eine persönliche Meinung zur allgemeinen zu machen, war nicht nur eine Frage der Mehrheit und der Konsensbildung, sondern man erwartete vom Meinungsführer, dass er diese auch unter Einsatz seines Lebens verteidigte. Anders als der Gerichtskampf des Mittelalters, aus dem es sich wohl entwickelt haben dürfte, stand nicht die Sache – der Anlass konnte nichtig sein –, sondern die Haltung des Vertreters im Vordergrund.
In Preußen und auch in anderen deutschen Staaten waren die Aufforderung zum Duell sowie die Teilnahme und Mitwirkung juristisch gesehen ein Straftatbestand. Allerdings fühlten sich selbst Politiker der Arbeiterschaft wie Ferdinand Lassalle diesem Ehrenkodex verpflichtet. In den dreißig Jahren von 1882 bis 1912 wies die Kriminalstatistik des Deutschen Reiches noch 2111 Strafverfahren gegen Duellanten auf. Die Dunkelziffer an Duellen dürfte allerdings wesentlich höher gelegen haben. Im Allgemeinen hing es von der gesellschaftlichen Stellung ab, inwieweit für eine Persönlichkeit die Teilnahme an einem Duell als zwingend empfunden wurde. Die Duellanten mussten sich vor dem Hintergrund persönlicher und gesellschaftlicher Anschauungen stellen, um ihre Reputation und, damit verbunden, ihre politische Laufbahn zu retten. Für Offiziere war der Ehrverlust katastrophal, während andere Stände sich weniger empfindlich zeigten. Darüber hinaus blieb ein Duell aus religiös-moralischer Sicht, auch in Hinblick auf die Zehn Gebote („Du sollst nicht töten“), ein Dilemma.

## Vorgeschichte

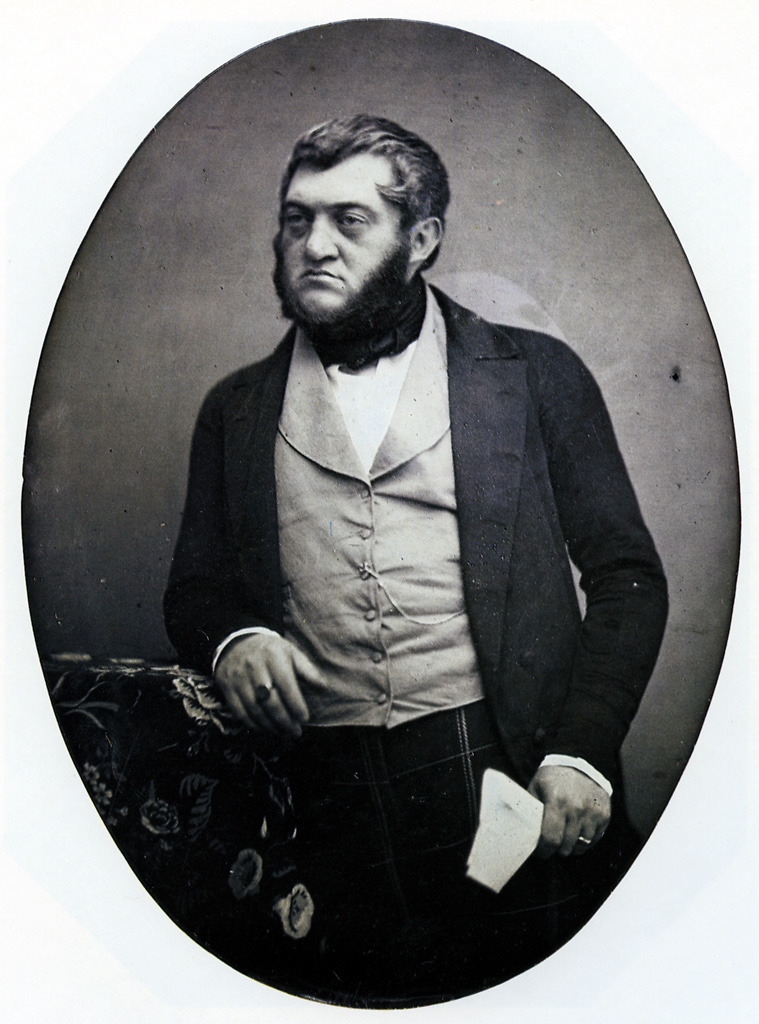
Georg von Vincke, 1848

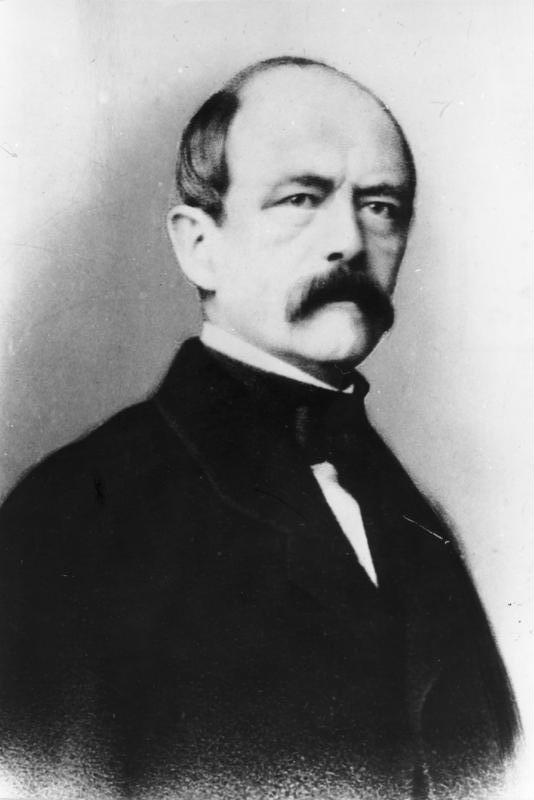
Otto von Bismarck um 1860

Aus der Sicht Bismarcks waren Georg von Vincke und er schon lange Rivalen. Er verachtete einen Mann von Geblüt, der seiner Ansicht nach seine Klasse betrog, indem er seinen Monarchen Fesseln anlegte. Vincke dagegen war der schärfste parlamentarische Gegner Bismarcks in den ersten Jahren. Anfänglich war eine bemerkenswerte Übereinstimmung zu verzeichnen: Sie kamen aus dem gleichen Stand – alten Landadelsgeschlechtern – und waren beide königstreu, vaterlandsliebend, bekennende Preußen, Göttinger Corpsstudenten, Juristen und evangelisch. Beide waren auch „Hitzköpfe“ mit einem ausgeprägten Ehr- und Pflichtgefühl. Beide verfolgten lebenslang die Zielsetzung: Erhalt des preußischen Staates und dessen Krone. Trotz dieser Gemeinsamkeiten gab es auch Differenzen, die auf lange Sicht eine fruchtbare Zusammenarbeit der beiden Charaktere verhinderten.
Der Abgeordnete des Preußischen Landtags Georg von Vincke, Sohn von Ludwig von Vincke, war der Spross des Adelsgeschlechts von Vincke vom Gut Ostenwalde mit einer staatstragenden und liberalen Gesinnung. Ihm gelang der politische Aufstieg durch seine Redegewandtheit leichter und eleganter als Bismarck. Er entsprach mehr dem Zeitgeist, und seine geschliffene Rhetorik drang, im Gegensatz zu Bismarcks Fistelstimme, in ganz Deutschland durch. Ihm ging es um die Einheit Deutschlands und nicht um Preußen. Doch in seinen Reden dominierte der Konjunktiv, und selbst für Zeitgenossen war es schwer verständlich, wo Vincke überhaupt stand und was er wollte. Ihm fehlte entschieden die zielstrebige Machtorientierung und der leidenschaftliche Ehrgeiz, wie Bismarck sie besaß.
Bismarck dagegen wirkte steif und spröde und alle seine Maßnahmen hatten immer etwas Brutales an sich. Sein Redefluss war stockend und ging mit komplizierten Satzgefügen einher. Ein Stenograf des Reichstags bemerkte später hierzu: Bismarck spreche mit „einer fast frauenhaft schwachen Stimme, die, namentlich wenn er von seinen nervösen Affectionen heimgesucht wird, in jedem Satze ein bis zweimal von einem donnernden Räuspern unterbrochen wird“. Quälende Pausen, die peinlich wirkten, in denen er anscheinend nach Worten suchte, wechselten mit stoßartigen Sätzen von hoher Geschwindigkeit, die wiederum vom Räuspern unterbrochen wurden. Dafür bestach seine Rede durch treffende, aussagestarke Wortwahl: keine ästhetische Rhetorik, kein Sophismus, sondern eine Schlagfertigkeit, die von Freund und Feind verstanden wurde. Bismarcks größte Stärke war eine feste politische Heimat in dieser turbulenten Zeit des Umbruchs: die lutherische Einheit von Thron und Altar, aus der Friedrich Julius Stahl das Grundsatzprogramm der Konservativen Partei entwickelte. Vincke dagegen ließ alle Optionen offen und wollte sich nicht im Vorhinein festlegen, um die Entwicklung abzuwarten. Daher konnte er seine Ideen auch nicht zielgerichtet vorantreiben. Er gewann aus der großen Zahl seiner Sympathisanten keine dauerhaften Freunde, konnte keine Bündnisse schmieden, keinen eigentlichen Gegner ausmachen.

## Die zunehmenden Gegensätze von 1847 bis 1851
Vorausgeschickt werden muss, dass diese sich aufbauende Gegnerschaft nicht auf einem gegen- und wechselseitigen Entfremdungsprozess beruht. Genau das Gegenteil ist hier der Fall: Es ist ein Prozess des sich Vertrautmachens im politischen Umgang mit- und gegeneinander, ja geradezu der Intimität. Dies zeigt auch die tiefe Betroffenheit Bismarcks, mit der er auf die private Indiskretion Vinckes reagiert. Die Geschichte mit der brennenden Zigarre hatte er ihm unter vier Augen erzählt, was dem versierten Bismarck wohl kaum bei fehlendem Vertrauen unterlaufen wäre. Je besser man sich kennen- und schätzenlernt, desto begreiflicher wird die antipodische Stellung zu- und gegeneinander. Dies macht die Zusammenarbeit endlich unmöglich, weil sie einem inneren Identitäts- und einem äußeren Gesichtsverlust gleichkäme. Die einzige Basis in dieser Zeit ist die gegenseitige Achtung, der Respekt.

### Vereinigter Landtag 1847
Das erste gegensätzliche Zusammentreffen fand im Vereinigten Landtag, der Versammlung der acht preußischen Provinziallandtage, im April 1847 in Berlin statt. Vincke und Bismarck zählten zu den 231 Abgeordneten der Kurie der Ritterschaft. Die Kurie der Städte stellte 182 und die der Landgemeinden 124 Abgeordnete. Vincke stellte sich auf den „Rechtsboden“ und forderte die „Periodizität“ des Landtags, also die konstitutionelle Monarchie. In England und in den Niederlanden sah er die Vorbilder für die weitere Entwicklung in Preußen wie auch in Deutschland: nicht den revolutionären Umbruch, sondern die kontinuierliche Weiterentwicklung auf Grundlage des bestehenden Rechtssystems. Der Vereinigte Landtag beschloss auf Initiative Georg von Vinckes die Vereinbarungsklausel. Damit hatte eine künftige Nationalversammlung und Verfassung durch Übereinstimmung mit der dazu gleichberechtigten Krone zustande zu kommen. Seine viel beachtete Rede endete mit den Worten: „Recht muss doch Recht bleiben!“ Am 17. Mai 1847 ergriff Bismarck das Wort und führte aus, dass man gegen Napoleon gekämpft habe, um sich der Fremdherrschaft zu entledigen, und nicht, um eine Konstitution zu erstreiten. Eine Nation mache sich schließlich unglaubwürdig, wenn sie sich selbst befreie und dann Verfassungsparagraphen ihrem Souverän im Sinne einer zu zahlenden Rechnung vorlege. Er verteidigte das Gottesgnadentum der preußischen Krone, wodurch sich ein Vergleich zu englischen Verhältnissen, den Vincke angestrengt hatte, erübrigen würde. Die Rede war „heftig“, wie er es selbst an seine Gattin schrieb. Sie brachte in der Versammlung derartige Tumulte hervor, dass Bismarck sie unterbrechen musste und so lange auf der Tribüne Zeitung las, bis wieder Ruhe eingekehrt war. Vincke entgegnete, dass er immerhin nicht glaube, dass das Zustandebringen der künftigen Verfassung Deutschlands durch Waffengewalt der passende Weg sei, um die Eintracht Deutschlands zu befördern.

„Die Reden der Ostpreußen Saucken-Tarputschen, Alfred Auerswald, die Sentimentalität von Beckerath, der rheinisch-französische Liberalismus von Heydt und Mevissen und die polternde Heftigkeit der Vincke’schen Reden waren mir widerlich, und auch wenn ich die Verhandlungen heut lese, so machen sie mir den Eindruck von importirter Phrasen-Schablone.“

Bismarck zeigt sich schon da als Machtpolitiker, der auch die Rechtsbeugung billigend in Kauf nahm, um die Privilegien der etablierten preußischen Monarchie zu verteidigen. In der Diskussion um Rechtsstaatlichkeit und dem Ringen um Konsens sieht er gerade den entscheidenden Fehler, den seine Gegner begingen, und ist bereit mit Blut und Eisen das durchzusetzen, was seiner Meinung nach durch Reden und Mehrheitsbeschlüsse nicht gelingen konnte. Entsprechend trat er als militanter Sprecher der konservativen königstreuen Minderheit gegen Vincke und die Liberalen auf. Bei seinen Freunden hieß er bald nur noch der „Vinckenfänger“ und er ließ sich auch gerne einen Vincke-Verhetzer nennen, weil dies seine Publizität erhöhte.

### Revolution 1848
Vincke beriet den König in den kritischen Märztagen 1848. Er, der den unverschämten Schmähungen des jungen Bismarck in jener Sitzung des Vereinigten Landtages entgegengetreten war, forderte den König auf, die Gewalt zu beenden. Man könne schließlich nicht mit Soldaten die Ordnung wiederherstellen, indem man diese vernichte. Doch lehnte er es ab, selbst in das preußische Staatsministerium einzutreten. Als Bismarck im November 1849 als Minister vorgeschlagen wurde, wies ihn König Friedrich Wilhelm IV. energisch ab. In einer Randnotiz vermerkte er: „Rother Reactionär, riecht nach Blut, später zu gebrauchen.“ bzw. „Nur zu gebrauchen, wenn das Bajonett schrankenlos waltet.“ Obwohl der König zeitweise verzweifelt einen ihm geeignet erscheinenden Regierungschef suchte, bemühte er sich nicht um Bismarck. Dass der König, dessen Interessen er so vehement vertrat, ihn ablehnte, musste Bismarck besonders getroffen haben. Vincke dagegen hatte viermal abgelehnt, der Bitte des Königs nach einem Amt zu folgen und sich für das Ministerium bereitzuhalten: Er wollte die Interessen des Königs nicht vertreten. Laut Bismarck soll Vincke ihm gegenüber sich für ein politisches Amt als nicht geeignet geschildert haben. 

„Georg von Vincke antwortete auf meine Sondirung, er sei ein Mann der rothen Erde, zu Kritik und Opposition und nicht zu einer Ministerrolle veranlagt.“

 Gleichwohl bildet die Gewalt auf den öffentlichen Straßen und Vinckes Eintreten für den König den Konsens, der die beiden Gegner für kurze Zeit zusammenkommen lässt. Seiner Frau Johanna schreibt Bismarck am 2. April 1848, er sei schon viel beruhigter, als er war, und mit Vincke nun ein Herz und eine Seele. Vincke versuchte Bismarck und die Konservativen für eine Thronentsagung des Königs zu gewinnen. Der im englischen Exil weilende „Kartätschenprinz“ sollte zuvor dem Thron schriftlich entsagen. Die Prinzessin von Preußen sollte dann die Regierung für den Kronprinzen übernehmen. Bismarck besuchte am 23. März 1848 Prinzessin Augusta im Potsdamer Stadtschloss. Über dieses Gespräch gibt es nur zwei völlig diametrale Versionen. Bismarck behauptet, Augusta hätte ihn mit der Mitteilung überrascht, Prinz Wilhelm befände sich auf der Flucht nach England, und nun wolle sie, Augusta, ihren Sohn zum König von Preußen ausrufen lassen. Doch dieser lehnte ihr Ansinnen als Hochverrat ab. Augusta, die spätere Kaiserin, behauptete dagegen, dass in den Märztagen von 1848, kurz nach der Abreise des Prinzen Wilhelm von Preußen nach England, Bismarck bei ihr im Auftrag von Carl von Preußen erschienen wäre, um die Ermächtigung zu erlangen, sowohl den Namen des abwesenden Thronerben als auch seines Sohnes zu einer Konterrevolution zu benutzen, durch welche die bereits vollzogenen Entscheidungen (Redefreiheit, Pressefreiheit, Verfassungsversprechen etc.) des Königs hinsichtlich seiner Berechtigung und seiner Zurechnungsfähigkeit aberkannt würden. Laut dem Historiker Erich Eyck ist der Mitwisser Georg von Vincke der Einzige, der über den Wahrheitsgehalt der bismarckschen Aussage hätte urteilen können.

„Bismarck hat ein Vierteljahrhundert später seine Unterredung mit Augusta als die eigentliche Ursache des Duells erklärt. Aber wenn nun die Unterredung so verlaufen wäre, wie Bismarck selbst sie darstellt, so wäre sie für ihn unmöglich ein Grund gewesen, Vincke deshalb zu zürnen, weil er von ihr wusste. Legt man hingegen Augustas Darstellung zugrunde, so musste ihm die Erinnerung an seine Niederlage im Potsdamer Stadtschloss peinlich sein, und es versteht sich leicht, daß ihn tiefe Abneigung gegen den Mann erfüllte, der vielleicht ihr einziger Mitwisser war.“

 Keiner der beiden war Mitglied in der Preußischen Nationalversammlung, Bismarck aus politischen, Vincke aus nationalen Gründen. Doch dann wurde dieser Mitglied der von Bismarck verhassten Frankfurter Nationalversammlung. Hier bestritt er, gemäß seinem Grundsatz der kontinuierlichen Rechtsentwicklung, die Volkssouveränität und damit die Souveränität der Nationalversammlung und bekannte sich als Monarchist und als Vertreter Preußens. Er forderte die Einheit Deutschlands durch ein Zustandekommen einer Länderunion. Daher zählte er zu den Wortführern der konservativen Fraktion des Café Milani und hatte Einfluss im Parlament und im Landtag. Trotzig schloss sich Bismarck dem Junkerparlament an und versuchte, Einfluss auf den König zu gewinnen. Doch dieser oktroyierte im Dezember die Preußische Verfassung, mit der, aus gegensätzlichen Standpunkten, weder Vincke noch Bismarck zufrieden sein konnten.

### Preußischer Landtag 1849
Beide ließen sich am 5. Februar 1849 in die von der neuen Verfassung vorgesehene zweite Kammer des preußischen Abgeordnetenhauses wählen, Vincke für Aachen und Bismarck für das Havelland. Am 2. April stimmte Bismarck in der Kammer dem Antrag Vinckes zu, in welchem der König dringend gebeten wurde, die Erwartungen des Volkes zu erfüllen und die angetragene Krone anzunehmen. Aber schon einen Tag später, am 3. April 1849, lehnte Friedrich Wilhelm IV. die deutsche Kaiserkrone ab. Als der preußische Ministerpräsident Friedrich Wilhelm von Brandenburg daraufhin im Plenum gemahnt wurde, doch die öffentliche Meinung zu achten, reagierte er mit den Worten: „Niemals, niemals, niemals!“ Das war das Ende des Konsenses und die Kammer spaltete sich. In der Debatte vom 21. April 1849 warf Vincke Bismarck wegen dessen Opposition gegen die Mehrheit der Kammer eine antediluvianische, d. h. vorsintflutliche Haltung vor. Vincke wurde weniger von der Zeitströmung ergriffen als vielmehr in der konsequenten Verfolgung seiner rechtsstaatlichen Auffassung dazu veranlasst, vom politischen Lager der Konservativen, das er in der Frankfurter Nationalversammlung vertrat, in das linksliberale Lager des Preußischen Landtags zu wechseln, wo er in Friedrich Harkort einen politischen Freund fand. Dies steigerte die Spannung zwischen ihm und Bismarck zu einem unüberbrückbaren Gegensatz. Vincke bemühte sich weiterhin für die in der Nationalversammlung beschlossene Paulskirchenverfassung. Sehr zur Verärgerung Bismarcks nahm die Zweite Kammer in dieser Debatte die Reichsverfassung an. Nur mit Hilfe des Königs konnte die Situation für Bismarck gerettet werden: Der König löste am 27. April die Kammer auf und erklärte widerrechtlich das Mandat der preußischen Abgeordneten in der Frankfurter Nationalversammlung für beendet. Dennoch traf sich Vincke mit anderen Liberalen im Gothaer Nachparlament, um über das preußische Vorhaben zu beraten, eine konservativere Erfurter Union als kleindeutschen Nationalstaat zu gründen.

### Erfurter Unionsparlament und das Ende der Unionspolitik 1850
Im März 1850 ließen sich die beiden in das Erfurter Unionsparlament wählen, das einen letzten Versuch unter preußischer Regie unternahm, um die deutsche Einheit zustande zu bringen. In einer Rede vom 18. April forderte Bismarck die Errichtung von Fideicommissen, die die Vorrechte des Adels verteidigten sollten. Am 25. April stritt er gegen eine politische Zentralgewalt, die kleinere Länder in ihrer Eigenstaatlichkeit behindere, und verteidigte gleichzeitig die preußische Verfassung. Die Unionsverfassung wurde auf Antrag von Vincke angenommen. Die Konstitutionellen und Liberalen scheitern an ihrer eigenen Uneinigkeit, aber auch an den außenpolitischen Umständen: Österreich und Russland wollten kein durch Preußen geeintes Deutschland; die Reaktionsära brach an. In den Briefen an seine Gattin beklagte sich Bismarck, nicht zu Wort zu kommen, und kommentierte die Angriffe des Liberalen Heinrich von Gagern gegen Vincke mit unverhohlener Schadensfreude.
Österreich und Preußen kamen in der Herbstkrise 1850 an den Rand eines Krieges. Mithilfe russischen Drucks gelang es Österreich, Preußen zur Aufgabe der Union zu zwingen. Vincke bemerkte hierzu, dass die Armee nie in einen Krieg geführt werden könne, wenn die Ehre und die Interessen des Landes nicht zur Seite stünden und diese nicht nach Hause kommandiert werden könne, wenn sie in einer solchen Sache engagiert sei. Bismarck, der darin einen Aufruf zum Ungehorsam wahrnahm, entgegnete, dass das Heer stets das Heer des Königs bleibe und nur im Gehorsam seine Ehre suchen werde.
Am Ende verteidigte Bismarck vor der zweiten Kammer am 3. Dezember 1850 die Olmützer Punktation, die selbst für die Konservativen eine Schmach darstellte. In dieser Rede bekannte er, dass die einzige gesunde Grundlage eines großen Staates der „staatliche Egoismus“ sei und nicht die Romantik. Ein preußisches Nein zu den österreichischen Forderungen wäre zwar populär, stelle aber keinen überzeugenden Kriegsgrund dar. Die preußische Ehre könne nicht durch das Zurückweichen vor Österreich, sondern nur durch ein Zurückweichen gegenüber der liberalen Opposition in der Kammer verletzt werden. Zugleich verwahrte er sich gegen alle demokratischen Tendenzen und suchte die preußische Ehre darin, dass sich Preußen von jeder schmachvollen Verbindung zur Demokratie entfernt halte.

### Im Bundestag und im Preußischen Landtag 1851
Vinckes Macht im Preußischen Abgeordnetenhaus schwand. In seiner oppositionellen Haltung gegen den Präsidenten des Staatsministeriums und Minister der auswärtigen Angelegenheiten Otto von Manteuffel brachte er die Losung aus: „Weg mit diesem Ministerium“. Am 8. März 1851 stellte er den Antrag auf Ausschussbildung zur Untersuchung der Lage des Landes. Es komme darauf an zu prüfen, ob die Regierung die Ehre des Landes gewahrt und das Recht geschirmt habe. Am Ende stimmten nur 41 Abgeordnete für die Beratung zum Antrag, während 228 für Übergang zur Tagesordnung votierten. Bismarck kann die Freude, dass der „pomphafte Antrag“ mit „Geringschätzung ignoriert“ wird, nicht verhehlen.

Vier Tage später schrieb Bismarck voller Genugtuung in der Disziplinarkommission sitzend seiner Gattin: 

„Mein Liebchen, es ist ein rechter Beweis, wie sehr Vincke heruntergekommen ist, wie langweilig und unwichtig das gilt, was er spricht, dass ich Dir schon wieder unter dem Gepolter und Gemurmel seiner westfälischen Zunge schreibe, statt ihm zuzuhören und ihn zu widerlegen.“

 Die große weltanschauliche Auseinandersetzung zwischen den beiden Rivalen wich kleinlichen Stilfragen. Vincke verwies Bismarck des Öfteren auf die parlamentarische Sitte, ihn zu zitieren, ohne ihn zu nennen bzw. die Abgeordneten nur nach ihrem Wahlort zu benennen. Am 11. März 1851 rügte er bei Bismarck die Verwendung des Wortes „Kriegsherr“, welches Bismarck daraufhin als wohlklingenden Ausdruck bezeichnete.
Am 18. August 1851 gelang es Bismarck, das Vertrauen des Königs für ein Amt zu erwerben, der ihn unter großem Zögern und mit dem Versprechen, zurückzutreten, wenn er der Aufgabe nicht gewachsen sei, nach Frankfurt in den Bundestag entsandte. Die einzige Aufgabe, die er ihm zutraute, bestand darin, die Beschlussfähigkeit dieser von Preußen ungewollten wiederbelebten Institution zu hintertreiben und ihr Ansehen öffentlich zu kompromittieren. Es war dem cholerischen und diplomatisch polternden Bismarck daher unmöglich, politisches Porzellan zu zerschlagen. Bismarck gab dem Monarchen die Zusage, dass er, Bismarck, den Mut habe, zu gehorchen, wenn seine Majestät nur den Mut habe, zu befehlen.

## Der Auslöser
Nun, da Bismarck den Standesrivalen Vincke politisch überrundet hatte, war er nicht mehr bereit, diese „Ungeschliffenheiten“ zu ertragen, und wollte ihm als Debattenredner des Preußischen Landtags „ernsthaft entgegentreten“. Aber auch bei Vincke schien sich ein Sinneswandel vollzogen zu haben. Bislang hatte er in den Auseinandersetzungen mit Bismarck stets an die Vernunft appelliert, auf das Recht gepocht und auf den Anachronismus Bismarcks hingewiesen. Doch die Auseinandersetzung zwischen ihm und Bismarck in den letzten fünf Jahren, von 1847 bis 1852, schien seinem Kontrahenten Recht zu geben. Er, der alle Möglichkeiten der politischen Gestaltung durch Prinzipien- und Rechtsfragen vertan hatte, erlebte nun, wie der unbeholfen wirkende und anfangs weit weniger talentiert erscheinende Bismarck seinen Weg gefunden hatte.
Zunächst schien dies ein Konflikt zu sein, der, durch gravierende Ursachen begründet, sich um einen trivialen Anlass entzündete. Doch so bedeutungslos war der Anlass mitnichten. Zunächst muss berücksichtigt werden, dass vier Jahre nach der Revolution die politische Aufmerksamkeit in Berlin besonders hoch war. Anders als bei den Debatten im Bundespalais in Frankfurt trat Bismarck in das Rampenlicht der Öffentlichkeit. Auch die Erwartungshaltung der politischen Freunde an die Wortführer beider Seiten war hoch. Dieser öffentliche Druck, zusammen mit dem Prestigeverlust, machte es unmöglich zu entscheiden, ob die Duellanten nur ihre Ehre oder ihre politische Karriere retten wollten.

### Wortgefechte vom 20. bis 22. März 1852

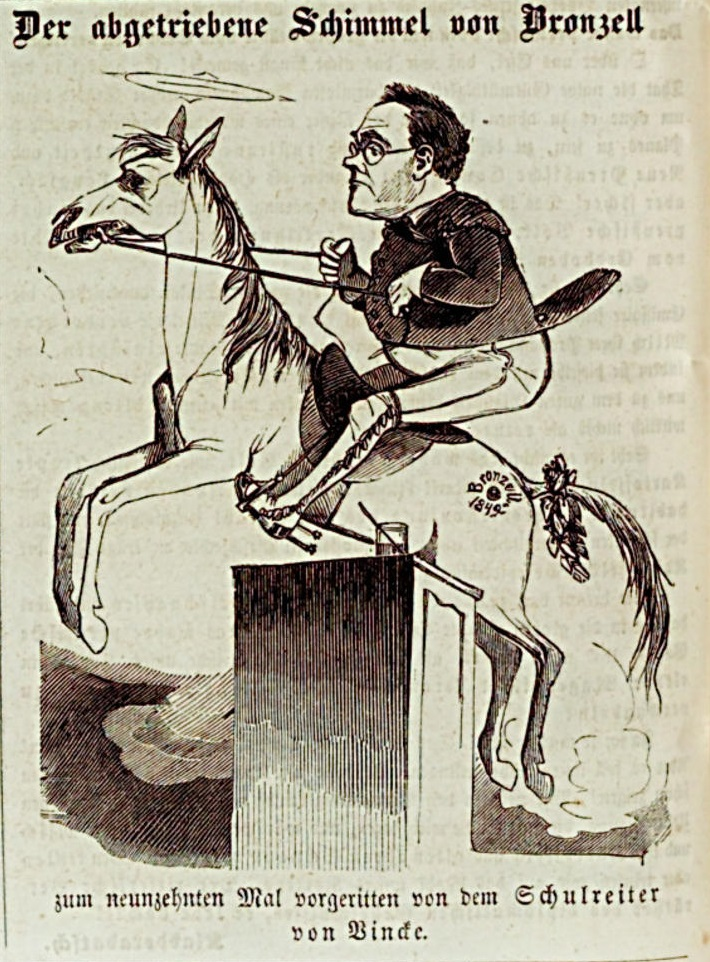
Der abgetriebene Schimmel von Bronzell zum neunzehnten Mal vorgeritten von dem Schulreiter von Vincke.

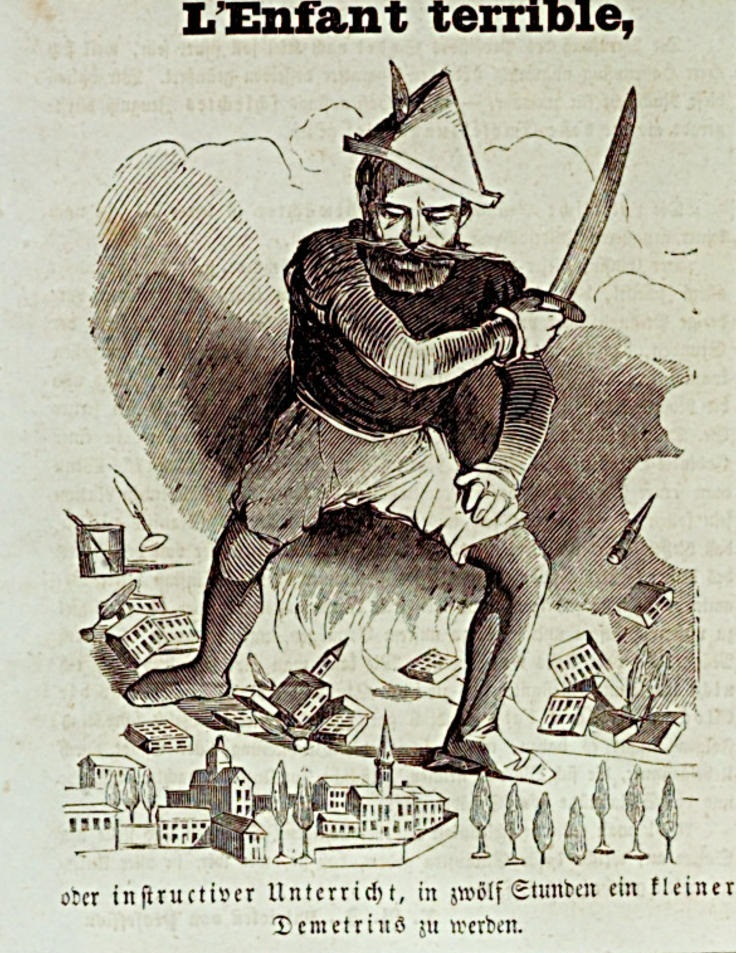
L’Enfant terrible, oder instructiver Unterricht, in zwölf Stunden ein kleiner Demetrius zu werden.

,Als Bismarck Mitte März 1852 von Frankfurt wieder nach Berlin kam, „weil die Erledigung von wichtigen Fragen, bei der es auf jede Stimme ankam,“ ihn von seinem Gesandtschaftsposten in seine Tätigkeit als Abgeordneter zurückrief, wurde er nicht müde, Freund und Feind über seine ersten diplomatischen Gehversuche eingehend zu unterrichten. Dort konnte er mit der „brennenden Zigarre“ den ersten Punkterfolg gegenüber Österreich vermelden. Im Kampf um die Gunst des Landtags unterlag Bismarck dem wortgewaltigen Rivalen. Am 20. März kam es in der zweiten preußischen Kammer zu einer Aussprache über den Besoldungsetat der Truppen und deren Vermehrung. Friedrich Harkort führte aus, dass dafür der Bevölkerung der großen Städte Preußens ein großes Lob gezollt werden müsse. Entkleide man aber die dringende Notwendigkeit aller Scheingründe, so sei hier das Misstrauen der Regierung gegen das eigene Volk der wahre Grund. Es wäre besser, man söhnte sich mit den gerechten Wünschen des Volkes aus, das wäre die beste Vermehrung der Wehrkraft und die billigste. Bismarck erwiderte, dass der preußische Offiziersstand und die loyalen Elemente des preußischen Volkes im Gegensatz zur Demokratie der großen Städte stünden. Er gebe darum hier noch mal seine Meinung kund, die er bereits 1848 in der Kreuzzeitung veröffentlicht habe, dass das wahre preußische Volk nicht in den großen Städten zu finden sei. 

„Wenn der Herr Abgeordnete auch hier die Äußerung wiederholt hat, dass die Regierung dem Volke misstraue, so kann ich ihm sagen, dass ich allerdings der Bevölkerung der großen Städte misstraue, solange sie sich von ehrgeizigen und lügenhaften Demagogen leiten lässt, dass ich aber dort das wahre preußische Volk nicht finde. Letzteres wird vielmehr, wenn sich die großen Städte einmal erheben sollten, sie zum Gehorsam bringen wissen, und sollte es sie vom Erdboden tilgen.“

Dieser Ausdruck sorgte für Aufruhr in der liberalen Fraktion. Die Entgegnung von Harkort, dass in der Armee viel mehr Adel vertreten sei als produzierendes Gewerbe und dass einfache Bürger z. B. nicht in das Regiment der Gardes du Corps aufgenommen werden, beantwortete Bismarck damit, dass das Geschäft in der Armee zwar ehrenvoll, aber nicht so lukrativ sei, wie Fabriken anzulegen und mit königlicher Unterstützung fortzuführen und den Dank dafür durch Angriffe auf die Regierung zu zahlen. Der Abgeordnete Harkort bezog diese Äußerung auf sich selbst und protestierte, niemals eine Unterstützung erhalten zu haben. Bismarck entgegnete, er werde ihm die Andeutungen, die er ihm hier gemacht habe, unter vier Augen mit den gewünschten Belegen beweisen. Vincke entgegnete Bismarck daraufhin, er solle sich neue Witze einfallen lassen, statt zum fünften Mal den alten Kammerwitz zu erzählen, dass man sich an der Grenze wiedersehen werde, und wünschte, er werde in seiner Diplomatie glücklicher sein als bei seinen Witzen. Ob er schon an einen diplomatischen Rückzug denke, wie bei Olmütz, oder ob er die Soldaten einsetzen wolle wie bei der „Schlacht von Bronnzell“. Bismarck erwiderte, dass es ihm fernliege, Witze zu machen. Wer allerdings so wie Vincke, wenn er richtig gezählt habe, nun zum neunzehnten Mal den müdegerittenen Trompeterschimmel von Bronnzell zur Verhöhnung der Armee anführe, habe nicht das Recht, sich über abgetragene Witze zu beklagen. Dagegen erwiderte Vincke, wenn er die preußische Armee bei Bronnzell für ein würdiges Objekt des Witzes halte, so beneide er ihn nicht um seinen Witz.

Der Satz von Bismarck brachte ein unglaubliches Echo in den Medien hervor. Die Spenersche Zeitung vom 21. März 1852 schilderte, dass es nach diesem Satz zu einer langen Reihe von „persönlichen Bemerkungen“ zwischen Vincke, Bismarck und Harkort gekommen sei, die sich in ihrer Gereiztheit zu übertreffen versuchten. Schlussendlich sei es zu einer schwer misszuverstehenden Provokation gekommen. Die Preußische Zeitung kann in der Kammer nur ein lebhaftes Bravo vernehmen. In der konservativen Partei wird man sich der Wirkung der Rede bewusst. In der Vossischen Zeitung vom 23. März erscheint ein Widerruf nach den stenographischen Bericht über die 46. Sitzung, laut dem er nicht gesagt habe: „ich traue dem Volke nicht, wenigstens dem nicht in den großen Städten“, sondern „ich hege kein Mißtrauen gegen das Volk, sondern nur gegen die Bevölkerung mancher großer Städte.“ Dies ist umso verwunderlicher, da die ihm nahestehende Kreuzzeitung am gleichen Tag schreibt, dass Bismarck erwidert habe: Misstrauen gegen das preußische Volk hege die Regierung nicht und er auch nicht. Nur den Bevölkerungen mancher großer Städte traue er nicht, so lange sie sich von ehrgeizigen und lügenhaften Demagogen leiten lassen. Sie bilden aber nicht das preußische Volk, letzteres wird sie vielmehr, wenn sie sich wieder auflehnen wollen, zum Gehorsam zu bringen wissen, und sollte es diese Städte vom Erdboden vertilgen. Der Kladderadatsch vom 28. März 1852 widmet diesem Satz praktisch die ganze Ausgabe. Mit einem ironischen Feuilleton macht es die Titelseite auf: „Das wahre preußische Volk wird die großen Städte zu bändigen wissen, und sollte es diese Städte vom Erdboden vertilgen! Was hat er gesagt? Vertilgen hat er gesagt? – Ja, vertilgen hat er gesagt! – Wehe“ und stellt ironisch fest, da selbst Preußens Hauptstadt bald ein Trümmerhaufen werden würde, brauche es in Frankfurt auch nicht mehr vertreten zu werden.
 Den Sonntag zwischen den Kammersitzungen benutzt Bismarck, um seiner mündlichen Zusage an Harkort nachzukommen. Dabei wird ihm klar, dass es bei der mündlich angedeuteten delikaten Information um eine Verwechselung mit seinem Bruder gehandelt hat. Dennoch sieht Bismarck keinen Grund, sich zu entschuldigen. 

„Berlin 21. März 1852
 Ew Hochwohlgeboren,
 erlaube ich mir in Erfüllung der von mir in der gestrigen Kammersitzung gegebenen Zusage die ergebenste Mitteilung zu machen, dass mir bei der Äußerung, welche ihnen zu einer persönlichen Bemerkung Veranlassung gab, unter den vielen an einzelnen Fabrikanten geleisteten Königlichen Unterstützungen vorzugsweise diejenige vorschwebte, welche im Frühjahr 1849 aus den Kgl. Dispositionsfond bei der Seehandlung im Vertrage von 25000 Talern im Staatsschuldscheinen an Herrn Harkort bewilligt worden ist und über deren Veranlassung und Modalitäten ich, wenn es gewünscht wird, genauere Details würde beibringen können, die ich wegen der möglichen Beziehung zu dem Kredit eines kaufmännischen Hauses für die Tribüne nicht geeignet hielt. Wenn Ew. Hochwohlgeboren mir gestern schon mitzuteilen die Güte hättet, dass nicht Sie, sondern Ihr Herr Bruder der Empfänger jenes Darlehns sei, so finde ich diesem Umstande kein Moment, welches den Sinn der von mir getanen Äußerung als unrichtig erscheinen lassen könnte. Im Falle, dass Ew. Hochwohlgeboren es für erforderlich halten, weitere Mitteilungen über diesen Gegenstand mir zu machen oder von mir entgegenzunehmen, werde ich ihren Wünschen bereitwillig entsprechen. Mit Vergnügen benutze ich diese Gelegenheit, Ew. Hochwohlgeboren die Versicherung der vorzüglichen Hochachtung auszudrücken, mit der ich die Ehre habe zu sein Ew. Hochwohlgeboren ergebener Diener“

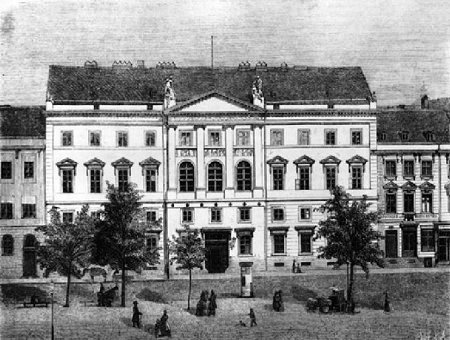
Preußisches Abgeordnetenhaus im Palais Hardenberg auf dem Dönhoffplatz

Am 22. März setzte die zweite Kammer ihre Debatte über den Militäretat fort. In diesem Zusammenhang ging es über die Bewilligung von 100.000 Reichstalern zur „militärischen Wiederherstellung“ der Burg Hohenzollern. Vincke wünschte die, wie in früheren Etats übliche, Nachweise der Einzelzuschüsse. Er beantragte ein Extraordinarium und die Streichung der 100.000 Taler, weil er die Wichtigkeit eines Postens, der nur mit 150 Mann Sollstärke ausgestattet werde, nicht einsehen könne. Sollte die gesamte Schlosswache nur gebildet werden, damit seine Majestät der König die Wiege seiner Ahnen zum würdigen Zeugnis der Größe seines Geschlechtes darstellen könne, so würden er und seine Freunde ihr Votum dazu gerne geben. Er verwies ebenfalls auf die angespannte Haushaltslage und auf die notwendigen Chausseebauten und andere militärische Notstände; wobei, wenn er sich auf den Standpunkt der Städte Sigmaringen und Hechingen stelle, es erfreulich sei, da er vorgestern von einem einflussreichen Mitglied gehört habe, dass die Absicht bestehe, im eintretenden Falle, nun ganze Städte zu vertilgen. (Gelächter) Von demselben namhaften Diplomaten habe er ebenfalls gehört, dass der Krieg in sechs Monaten nicht unwahrscheinlich sei. Wenn ein solch „verehrter Mann“, der immer die notwendige diskrete Zurückhaltung aufs „Ängstlichste“ wahrgenommen habe, die Kriegsgefahr von der Tribüne dieses Hauses öffentlich ausgesprochen habe, so müsse die Gefahr des Krieges größer sein, als bisher angenommen. Dem allgemeinen Heiterkeitsausbruch setzte Bismarck entgegen, dass er nicht behauptet habe „es sei nicht unwahrscheinlich, dass in 6 Monaten Krieg sein werde“. Er habe wörtlich gesagt: „es sei möglich, dass trotz der friedlichen Disposition aller europäischen Mächte binnen hier und 6 Monaten der Abgeordnete von Aachen Gelegenheit habe, seine kriegswissenschaftlichen Befähigungen auch auf einem anderen Felde zu beweisen“. (Nein, nein von der Linken) Er glaubte dadurch, dass er von der Möglichkeit eines Krieges gesprochen habe, diplomatische Rücksichten durchaus nicht verletzt zu haben, als wenn er jetzt seine feste Überzeugung dahin ausspreche, dass man binnen 6 Monaten Krieg oder Frieden haben werde. (Gelächter) Auch diese Passage in der Vossischen Zeitung ließ man noch in der gleichen Ausgabe so darstellen: „Bisher sind die militärischen Talente des Herrn Antragstellers mir unbekannt geblieben. Indessen ist es möglich, dass diese Herrn, trotz der friedlichen Disposition aller europäischen Mächte binnen hier und 6 Monaten Gelegenheit habe, ihre kriegswissenschaftlichen Befähigung auch auf einem andern Felde dazuthun.“ Doch Vincke stichelte weiter und stellte provozierend fest: 

„Ich kann nur annehmen, daß der persönlich gereizte Ton, wozu der Herr Abgeordneter keine Veranlassung hatte, da ich seine Leistungen dankbar anerkannt habe, nur aus verletzter Bescheidenheit herrühre, weil ich ihn einen namhaften Diplomaten genannt habe. Ich will daher, um ihn zu befriedigen, diese Äußerung hiermit förmlich zurücknehmen, da allerdings alles, was ich von seinen diplomatischen Leistungen weiß, sich nur auf die bekannte brennende Zigarre beschränkt.“

 Laut Bismarck hatte er Vincke diese Geschichte „als etwas ganz Unwichtiges“ auf dessen ausdrückliches Verlangen unter vier Augen als etwas „Spaßhaftes“ und unter dem Siegel der Verschwiegenheit erzählt. Der Präsident rügt diesen Ton des Abgeordneten von Vincke und bittet in den Grenzen des parlamentarischen Anstands zu bleiben. Der tief getroffene Bismarck konterte von der Rednertribüne aus:

„Ich hätte gewünscht, daß der Abgeordnete von Vincke sich der unnötigen Beziehung auf meine Person enthalten hätte. Da er es nicht getan hat, da er meine Äußerungen in einer, wie ich meine, entstellten Weise vorgetragen hat, so bin ich genötigt, ihm darauf zu erwidern. Wenn der Abgeordnete für Aachen sagt, ich hätte mit ihm in einem gereizten Ton gesprochen, so muß ich dies in Abrede stellen. Vielleicht finde ich Gelegenheit, mit ihm in diesem Tone zu sprechen. Seine letzte Äußerung überschreitet die Grenze, nicht nur der diplomatischen, sondern derjenigen privaten Discretion, deren Beobachtung ich von einem Manne von guter Erziehung erwarten zu dürfen glaubte.“

 Der Präsident Maximilian von Schwerin-Putzar spricht wiederholt sein Bedauern aus, dass die Debatte eine solche Wendung genommen habe und ließ sie daraufhin abbrechen. Vincke sagte daraufhin, dass er sie nicht bedauere, da sie ihm Veranlassung geben wird, in einen ebensolchen Tone mit dem Abgeordneten zu reden bzw. „Diesen gereizten Ton des Herrn von Bismarck werde ich erwarten.“ Sein Antrag wurde verworfen und die nächste Sitzung auf 10 Uhr des 23. März festgelegt.
Eine Indiskretion hatte der Abgeordnete aus Aachen – der Wahlkreis, den Vincke vertrat – wohl kaum begangen, hatte Bismarck doch selbst die Anekdote hinreichend kolportiert, sondern Bismarck fühlte sich von einem „Ehrenmann“ in seiner Ehre getroffen. Dieser, einer seines Standes, hatte ihn vor der Öffentlichkeit kompromittiert: Ein Diplomat ist schließlich jemand, der seine Worte sorgfältig wägt und wählt. Nach seinem unüberlegten Satz mit den großen Städten müssen die Worte „Bismarck“ und „namhafter Diplomat“ zueinander geklungen haben, wie „Bock“ und „Gärtner“, was zu einer enormen Erheiterung beigetragen hat. Wie sehr er in Bedrängnis geraten war, zeigt das Mittel, zu dem er nun Zuflucht suchte: Vincke die gute Erziehung abzusprechen bedeutete, dass er seines Standes unwürdig sei. Dies war nun ein ungeheuerlicher Vorwurf und, da Bismarck ihn öffentlich geäußert hatte, für Vincke nicht zu übergehen.

### Der Hintergrund zur brennenden Zigarre

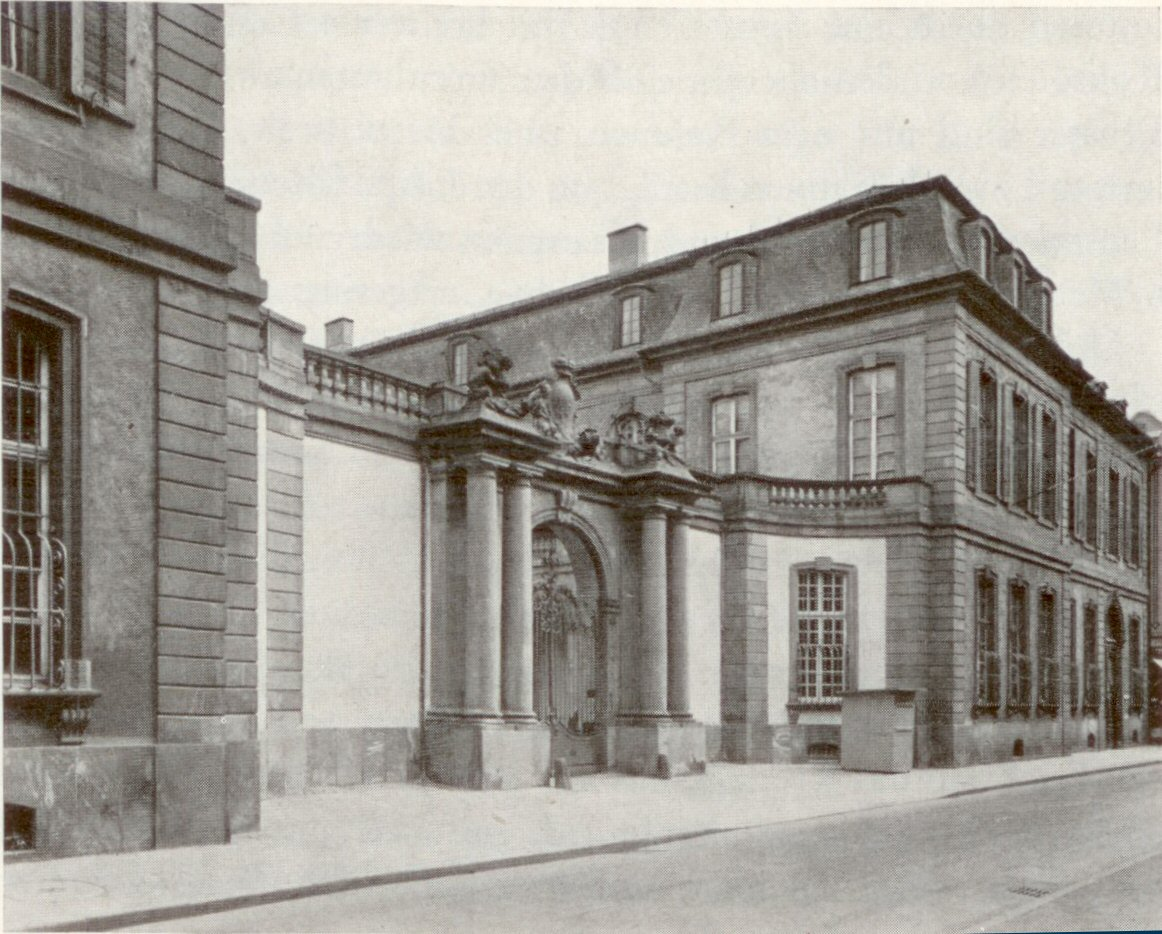
Bundespalais

Dies ist eine alte Anekdote und Harry Graf Kessler vermutet, dass sie von Bismarck selbst in Kurs gesetzt sei und über die Zeit entweder falsch wiedergegeben oder entstellt worden ist. Bismarck agierte als Bundestagsgesandter – gemäß der königlichen Weisung – wegen des wiederaufkommenden Dualismus gegen Österreich im Bundestag. Entsprechend der Legendenbildung gibt es mehrere Versionen, die immer das gleiche Motiv verfolgen: Die österreichischen Diplomaten rauchen Zigarre und Bismarck zieht nach, um damit die Ebenbürtigkeit Preußens zu betonen:
- „Bismarck stand in Gegnerschaft zu Friedrich von Thun und Hohenstein, dem österreichischen Gesandten, der im Frankfurter Bundestag den Vorsitz führte. Beide lieferten sich Auseinandersetzungen um kleinliche Protokollfragen; so zog Bismarck eines Tages im Sitzungssaal des Bundestages, wo bisher nur der Vorsitzende geraucht hatte, eine Zigarre aus der Tasche und bat Thun demonstrativ um Feuer.“[45]
- „Graf Thun Hohenstein erlaubte sich, als Einziger im Tagungszimmer des Militärausschusses des Frankfurter Bundestages zu rauchen. Da Bismarck nicht die Absicht hatte, den Österreichern besondere Privilegien einzuräumen, begann er in der nächsten Sitzung, ungeniert eine Zigarre zu rauchen. Das nächste Mal zog der bayerische Gesandte nach, bis schließlich sogar die Nichtraucher aus Prestigegründen rauchten.“[46]
- Als Bismarck den österreichischen Diplomaten Bernhard von Rechberg erstmals besuchte, habe er diesen schreibend und Zigarre rauchend angetroffen. Er habe darauf ohne weiteres sich ebenfalls eine Zigarre angesteckt, auf dem Sofa Platz genommen und dort die Begrüßung durch Rechberg abgewartet. Da Rechberg zu dieser Zeit in Konstantinopel weilte, könnte es sich um eine Verwechselung mit Graf Thun Hohenstein handeln. Dieser Vorfall käme schon einem diplomatischen Affront nahe, auf jeden Fall wäre es gegen die Etikette.[47]
- Der Kladderadatsch vom 1. Februar 1852 kolportiert die Szene im Bundestag in der Eschenheimer Gasse als einen Dialog zwischen dem Bruder Berliner im Jagdrock und dem Bruder Wiener im Hausrock unter dem Titel: „Alles mit Dampf, eine wahrhaft historische Tragödie in einem Akt“.[48]

### Mediales Echo vom 23. bis 24. März 1852

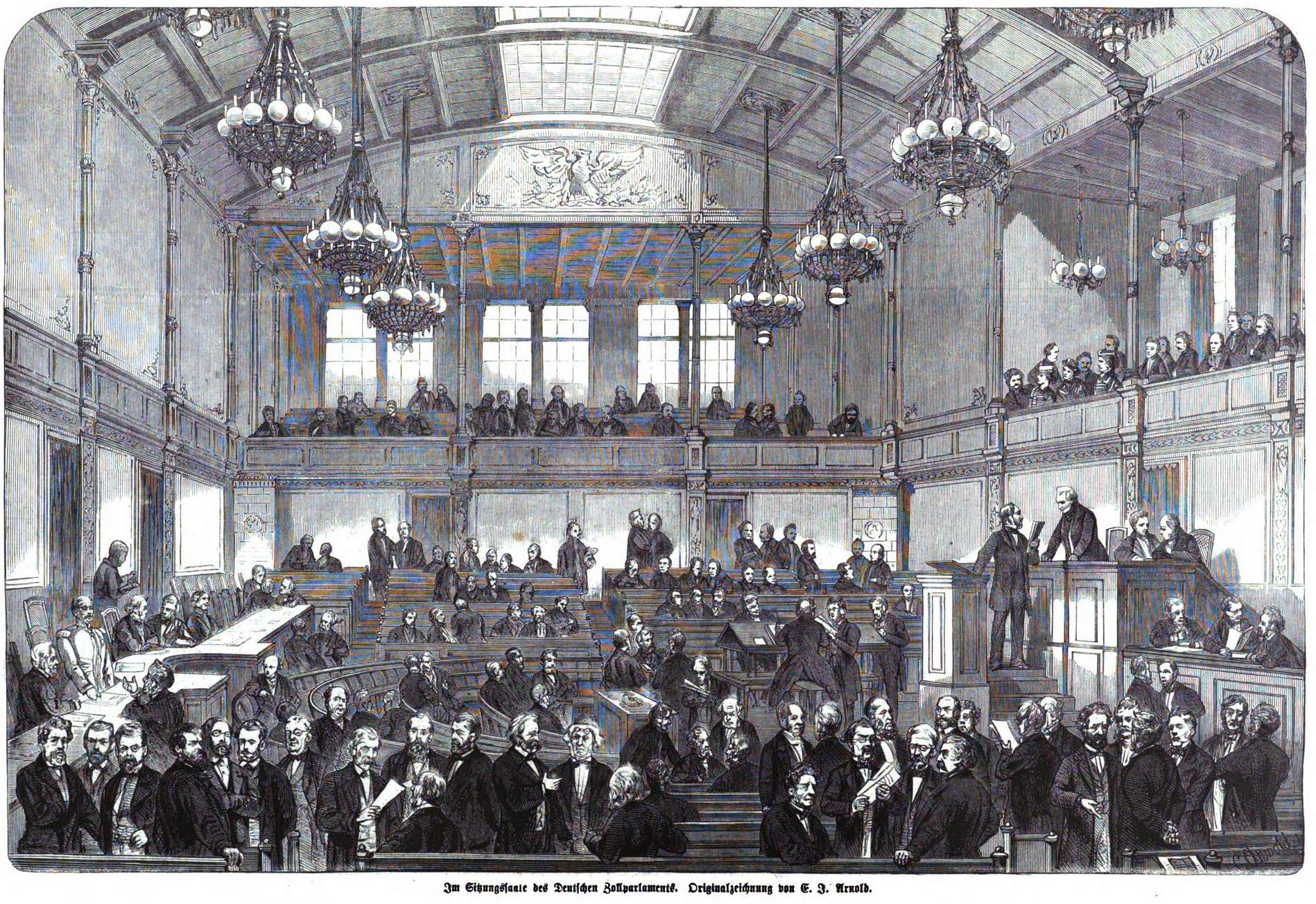
Der Sitzungssaal der 2. Kammer 1868, wo auch das Zollparlament tagte.

Die Kammerdebatte vom 22. März 1852 erfuhr in der Presselandschaft Berlins, aber auch ganz Deutschlands, große Aufmerksamkeit. Die großen Tageszeitungen Berlins schickten ihre Redakteure in die Sitzung, die auf einer speziellen Journalistentribüne sitzend, am darauffolgenden Tag ihre Leser über die Ereignisse zu informieren hatten; daher hier die Darstellung des Schlusses der Kammersitzung, den Auslöser des Duelles. Sie sind für den weiteren Verlauf der Ereignisse ungemein bedeutend, weil sie es beiden Politikern verunmöglichen, ohne öffentlichen Gesichtsverlust ihre Worte zurückzunehmen, oder dahinter zurückzugehen.
- Die Spenersche Zeitung vom 23. März 1852 berichtet ausführlich. Auch gibt sie die Einwände von Treplin und von Prittwitz (verkürzt) wieder. Die letzte Äußerung von Vincke klingt wie eine Forderung: Er werde mit Bismarck in dem eben bezeichneten Ton sprechen.[A 3]

- Die Berliner Nationalzeitung vom 23. März 1852 ist ebenfalls ausführlich. Selbst der Einwand von Prittwitz wird ausführlich behandelt. Auch die Note des Präsidenten Graf von Schwerin wird erwähnt. Doch hier klingt es, als ob Bismarck der Fordernde ist, denn Vincke ist darauf gefasst, den Ton zu vernehmen.[A 4]
- Ebenfalls ausführlich ist die Vossische Zeitung vom 23. März 1852. Treplin und Prittwitz werden nur verkürzt dargestellt. Hier macht es den Anschein, als stünde das Duell schon fest, denn Vincke bemerkt, dass die Debatte ihm nun Anlass gebe, in eben dem Ton mit Bismarck zu reden.[A 5]
- Die Preußische Zeitung vom 23. März 1852 geht nur indirekt auf das Ereignis ein und konstatiert von beiden Seiten persönliche Bemerkungen mit großer Gereiztheit.[A 6]
- Die Constitutionelle Zeitung vom 23. März 1852 geht noch auf Vinckes Einlassung ein, erwähnt Bismarcks Äußerung als Replik und Vinckes Entgegnung als Entsagung.[A 7]
- Am ausführlichsten ist die Darstellung der Kreuzzeitung vom 24. März 1852. Der Einwand von Treplin wird überhaupt nicht erwähnt, dafür wird das Wortgefecht detailliert geschildert; auch die Reaktionen in der Kammer werden dargestellt. Auch hier macht Vincke den Eindruck eines Geforderten, wenn er in seiner letzten Äußerung ausführt, dass er den Ton des Herrn Bismarck erwarten werde. Es ist hier noch anzumerken, dass die Darstellung in der Kreuzzeitung mit einer Zeitverzögerung von zwei Tagen erscheint. Sie kann daher in ihrer Darstellung der Ereignisse die Berichte in den anderen Zeitungen berücksichtigen. Bismarck selbst war am Abend des 23. März 1852 bei Ludwig Friedrich Leopold von Gerlach und traf dort auch Ernst Ludwig von Gerlach, die beiden Herausgeber der Kreuzzeitung.[A 8]
- Ausgewogen präsentiert sich dagegen der offizielle stenographische Bericht, der allerdings erst im April 1852 erschien. Die Einwände von Treplin und von Prittwitz finden keine Erwähnung.[A 9]

## Die Herausforderung vom 23. bis 24. März 1852

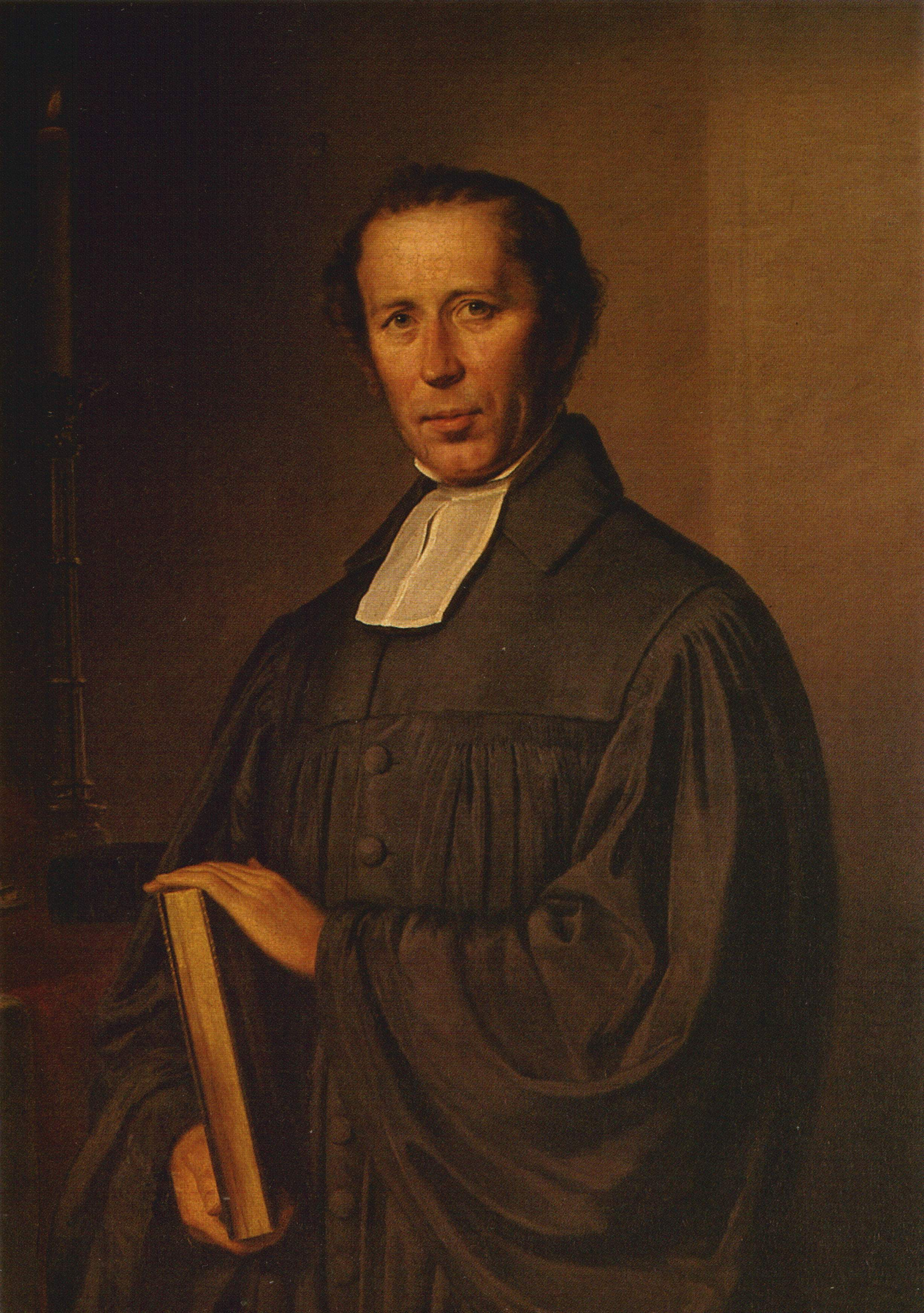
Generalsuperintendent
Carl Büchsel (um 1850)

Obwohl Bismarck in seinem Brief an seine Schwiegermutter daselbst schreibt, dass er von Vincke am anderen Tag durch den Kartellträger Herrn von Saucken-Julienfelde gefordert wurde, wird es wohl eher sein, dass Bismarck Vinckes letzte Äußerung als Aufforderung aufgefasst hat, ihn zu fordern, also seine öffentliche Forderung formal zu erwidern. Sodass Vincke durch seine öffentliche Äußerung Bismarck indirekt gefordert hatte und Bismarck sich genötigt sah, formal zu fordern. Fraglos gibt Bismarck zu, beleidigt zu haben, und sieht in Vincke den zu Recht Fordernden. Dieses bestätigt Vincke durch seinen Sekundanten, August von Saucken-Julienfelde, am folgenden Tag, also am 23. März 1852 zu einem Pistolenduell auf vier Kugeln laut Bismarck, bzw. auf zwei Kugeln auf 15 Schritte laut Bodelschwingh. Für Vincke war dies nichts Besonderes; er hatte schon des Öfteren parlamentarische Gegner gefordert. Bismarck wollte zunächst den Händel mit Vincke in einem weniger gefährlichen Säbelduell austragen. Die Pistolenduelle endeten zu 29 % tödlich. Er war aufgrund seiner corpsstudentischen Erfahrung ein guter Fechter auf dem Korbschläger, an Säbelpartien und Pistolenduellen hatte er zuvor jedoch nur als Sekundant und Unparteiischer mitgewirkt. Während der drei Semester seines Aufenthaltes in Göttingen schlug Bismarck nicht weniger als 25 Mensuren und unterlag dabei nur ein einziges Mal. Sein Leben lang hat er den Schmiss, den er sich dabei zuzog, als Folge eines nicht commentgemäßen Hiebes gedeutet. Auch Vincke war fechterfahrener Corpsstudent und 1833 bereits wegen eines Duelldelikts zu Festungshaft verurteilt worden. Doch die von Bismarcks Sekundant und Schwager Oskar von Arnim-Kröchlendorff vorgeschlagene Konzession wurde durch Saucken-Julienfelde abgelehnt. Als unparteiischer Zeuge wurde Ludwig von Bodelschwingh, ein Corpsbruder Vinckes, bestimmt. Bismarck hatte sich zuvor mit seinen Freunden Alexander von Uhden, General von Gerlach, Eberhard zu Stolberg-Wernigerode beraten; alle meinten, es müsse sein. Vincke muss von Bismarcks Reaktion daselbst überrascht gewesen sein, denn er bat daraufhin um eine Verschiebung um 48 Stunden, die Bismarck gewährte.
Rückhalt suchte Bismarck nicht nur bei seinen politischen Freunden, sondern auch im Glauben. Doch Carl Büchsel, der Generalsuperintendent, lehnte das Duell entschieden ab und verweigerte das Abendmahl und den geistlichen Beistand. Hans Hugo von Kleist-Retzow meinte im Gespräch mit Ernst Ludwig von Gerlach, dass Bismarcks Verhalten gerechtfertigt sei; Vincke müsse in diesem „gerechten Krieg“ bestraft werden. Doch anders als sein Bruder General Gerlach, der ebenfalls von Notstand und einem gerechten Krieg schrieb, gab Ernst Ludwig von Gerlach zu bedenken, ob nicht Bismarck daran Mitschuld trage, da er sich mit Harkort und Vincke bis zum Duellieren geschraubt hatte. Man hätte zumindest Büchsel nicht mit einer solchen Entscheidung belasten dürfen. In der Tat scheint der Gewissenskonflikt bei Büchsel größer gewesen zu sein als bei Bismarck, der sich in keinem Augenblick darüber in Zweifel war, dass er sich zu stellen habe. Einzig ob er auf Vincke schießen sollte, war ihm noch fraglich. Daher nahm er die Ermahnung Büchsels, dem Duell aus moralisch-christlichen Gründen abzustehen, mit Empörung auf und forderte Beistand und keine Belehrung. In der Verweigerung des Abendmahles sah Bismarck ein Unrecht, und Büchsel selbst war für ihn ein ungläubiger Priester. Da aber nach der Confessio Augustana es nicht auf den Glauben des Austeilers, sondern den Glauben des Empfängers ankomme, gab es für ihn keinen Grund, ihm das Abendmahl vorzuenthalten. Unklar bleibt, warum das Abendmahl für Bismarck eine solch große Bedeutung hatte. Dass seine Haltung mit der christlichen Moraltheologie unvereinbar war, muss ihm klar gewesen sein. Es scheint, als wollte er die Gnade Gottes auf seine Seite zwingen. Seiner Frau, die in Frankfurt am Main mit dem künftigen Sohn Wilhelm von Bismarck schwanger war, verschwieg er das kommende Duell; sein Brief aber deutete den Unmut über die ganze Situation an: Er habe dieses unfruchtbare Kammergezänk, wo man sich über allerhand Tölpeleien ärgern müsse, herzlich satt und sehne sich grade zu nach den langweiligen aber höflichen Debatten im Bundespalais. Auch Harkort fühlte sich durch Bismarck beleidigt und wollte die Sache so nicht auf sich beruhen lassen. Die fadenscheinige Erklärung Bismarcks, einer Verwechselung aufgesessen zu sein, genügte ihm nicht. Vinckes politischer Freund schrieb seinen Antwortbrief wie eine zweite Forderung an Bismarck: 

„Berlin 23. März 1852
 Ew. Hochwohlgeboren,
 geehrte Zuschrift von gestern erledigt meiner bescheidenen Ansicht nach den Fall nicht, denn nach dem Gange der Debatte wurde mir der Vorwurf der Undankbarkeit in Bezug auf empfangene Vorschüsse aus der Staatskasse gemacht. Darüber erwarte ich den näheren Beweis! Auch ist die Voraussetzung unrichtig: dass mir eine derartige Negociation bekannt sei; zuerst erfuhr ich sie aus Ihrem Munde. Wenn meine Verwandten Geschäfte mit der Seehandlung machen, so bin ich persönlich nicht dafür verantwortlich; ob nun Ew. Hochwohlgeboren als Vertrauensmann der Budgetcommission darüber näheren Aufschluss geben oder nicht, kann wohl auf meine Sache nicht von Einfluss sein. Mit vorzüglicher Hochachtung Ew. Hochwohlgeboren ergebener Diener“

 Bismarck hingegen schrieb in seinem Brief am 24. März 1852 seiner Gattin, dass er den gestrigen Abend bei Leopold Gerlach zugebracht habe. Übermorgen werde man sich wiedersehen, wenn es Gottes Wille sei, dass der Schnee ihn durchlasse. Es wird wohl eher ein christlicher Gnadenakt, denn eine Einsicht gewesen sein, die Büchsel letztlich umkehren ließ, um mit Bismarck und Eberhard zu Stolberg-Wernigerode eine Betstunde abzuhalten. Ludwig Gerlachs notiert in sein Tagebuch: 

„Auf ein Billet von mir kam Bismark zu mir von Büchsel, der sich entschlossen, ihm das heilige Abendmahl zu reichen. Er war sehr gedämpft, fast gedrückt; früher habe er oft dergleichen gehabt; jetzt im Glauben und als Ehemann und Vater fühle er doch anders; seine Frau erwarte ihre Entbindung.“

Vincke rechnete mit dem Schlimmsten. Am Abend des 24. März schrieb er seiner Frau einen bewegten Abschiedsbrief. Darin gedachte er der Wirren, die dem Land noch bevorstünden und des Hauses Busch, wo er geboren wurde und wo er auch sein Grab wünschte. Er ginge morgen einen ernsten Gang, um sich mit Bismarck zu schießen. Am darauf folgenden Tag, vor der gemeinsamen Abfahrt nach Tegel, hatte er Bodelschwingh einen Schlüssel zu seinem Schreibtisch gegeben und ihn gebeten, für den Fall seines Todes die darin befindlichen Papiere seiner Frau zuzustellen und sie schonend über den Vorfall und seinen Ausgang zu verständigen.

## Das Duell am 25. März 1852

### Anwesende und Position
Bodelschwingh berichtet von den gleichen anwesenden Personen, nur war Oberstleutnant Karl von Vincke-Olbendorf Vinckes Sekundant und Saucken-Julienfelde dessen Zeuge. Sekundant Bismarcks war Graf Eberhard Stolberg und Zeuge sein Bruder. Nach Bismarcks Schilderung waren die Positionen wie folgt:

### Position
| Duellanten           | Otto von Bismarck                |  | Georg von Vincke               |  |
| Sekundanten          | Oskar von Arnim-Kröchlendorff    |  | August von Saucken-Julienfelde |  |
| Parteiliche Zeugen   | Eberhard zu Stolberg-Wernigerode |  | Karl Friedrich von Vincke      |  |
| Unparteiliche Zeugen | Bernhard von Bismarck            |  | Ludwig von Bodelschwingh       |  |

### Gruppe Bismarck

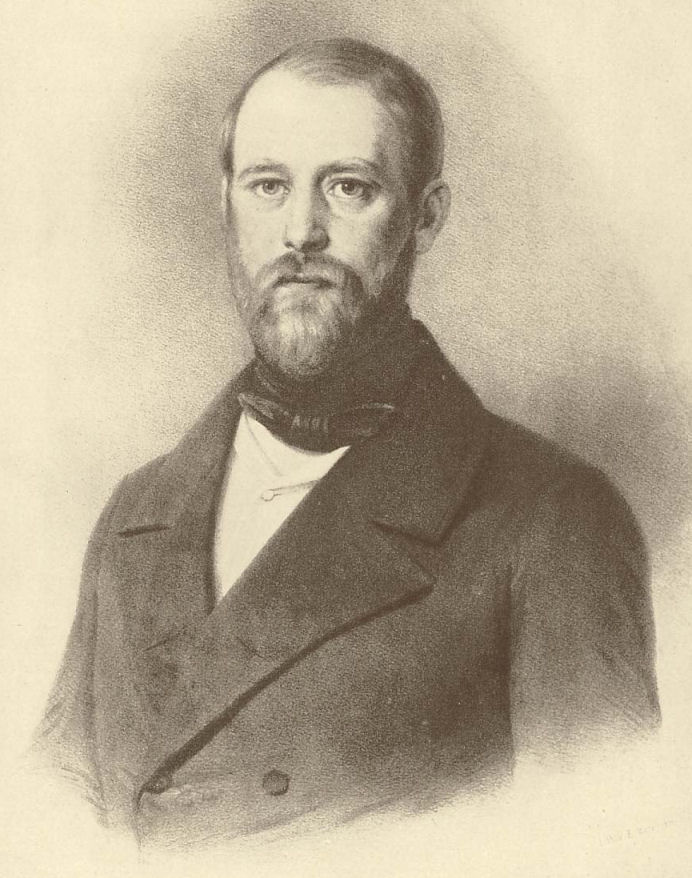
Bismarck (1847) als Duellant
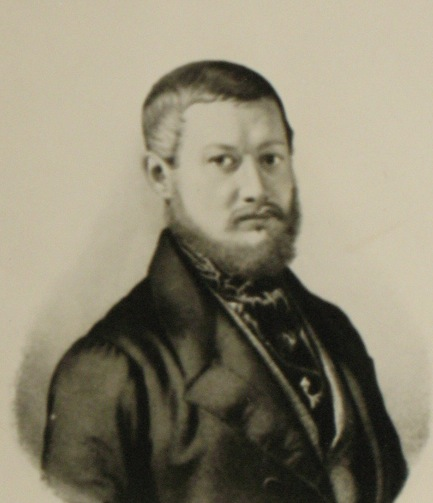
Bismarcks Sekundant und Schwager von Arnim-Kröchlendorff
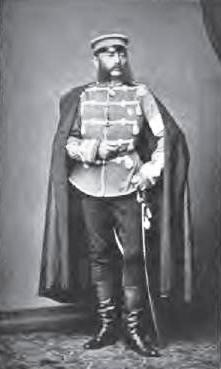
Graf Eberhard zu Stolberg-Wernigerode als parteilicher Zeuge
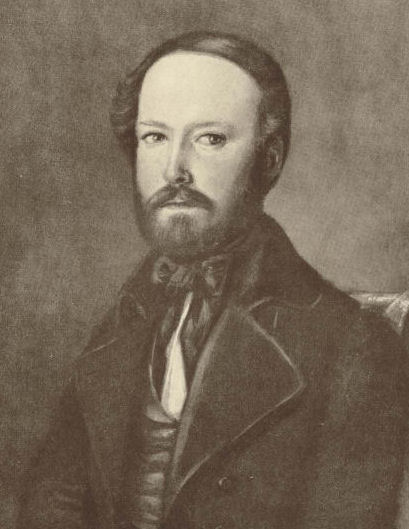
Bernhard von Bismarck, unparteilicher Zeuge und Bruder von Bismarck

### Gruppe Vincke

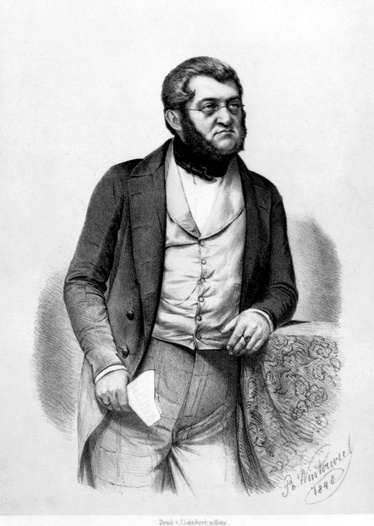
Vincke (1848) als Duellant
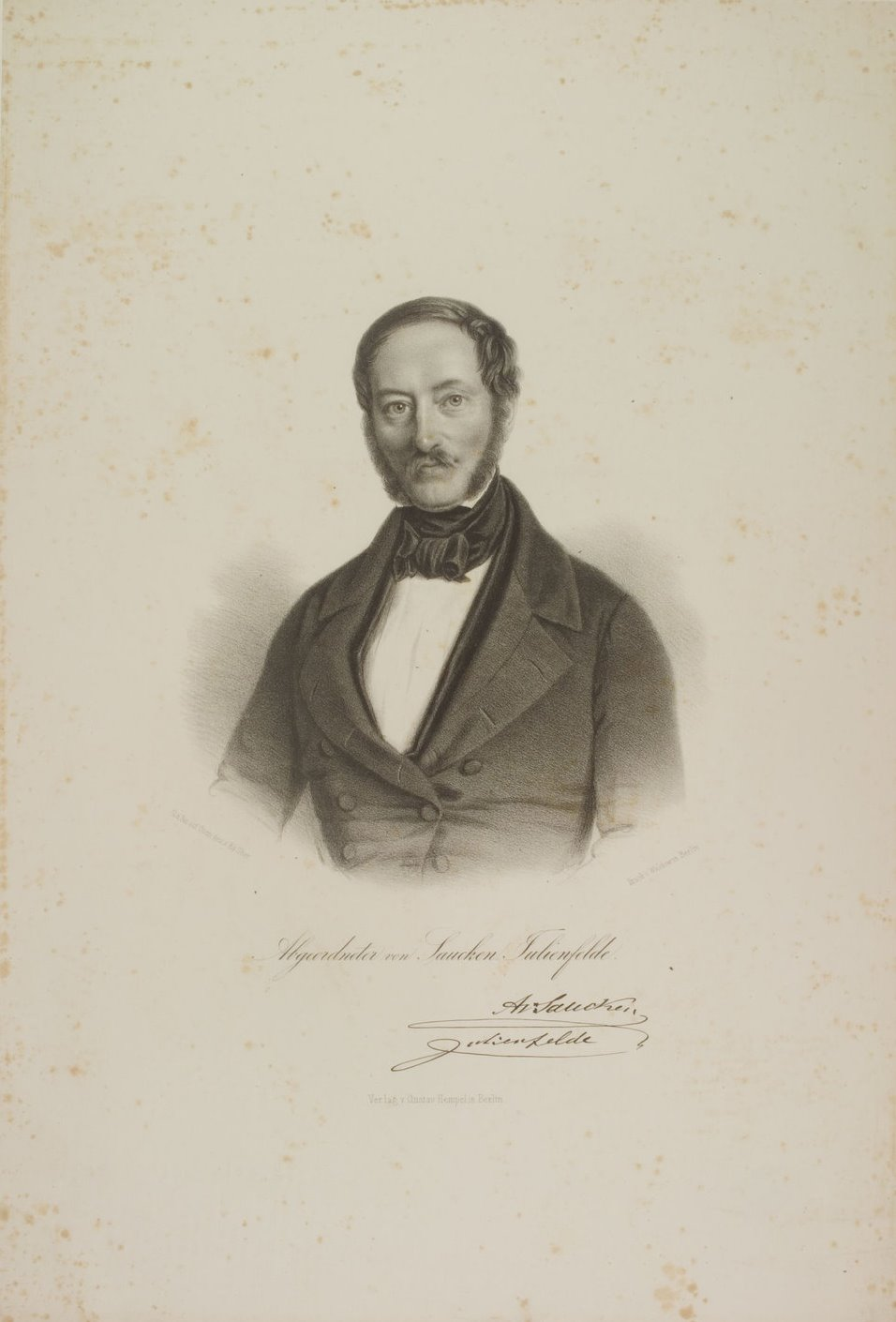
Vinckes Sekundant von Saucken-Julienfelde
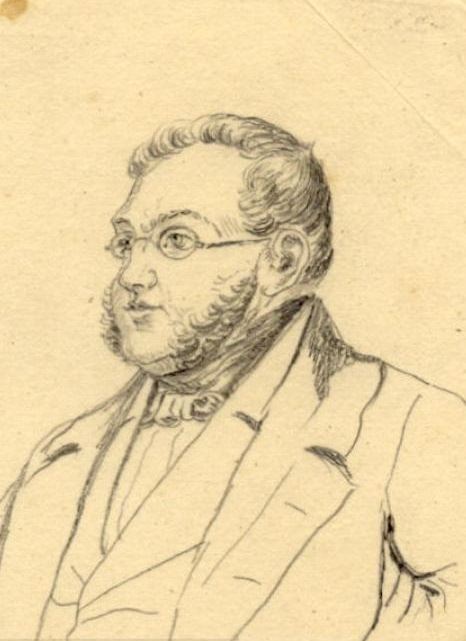
Karl Friederich von Vincke als parteilicher Zeuge
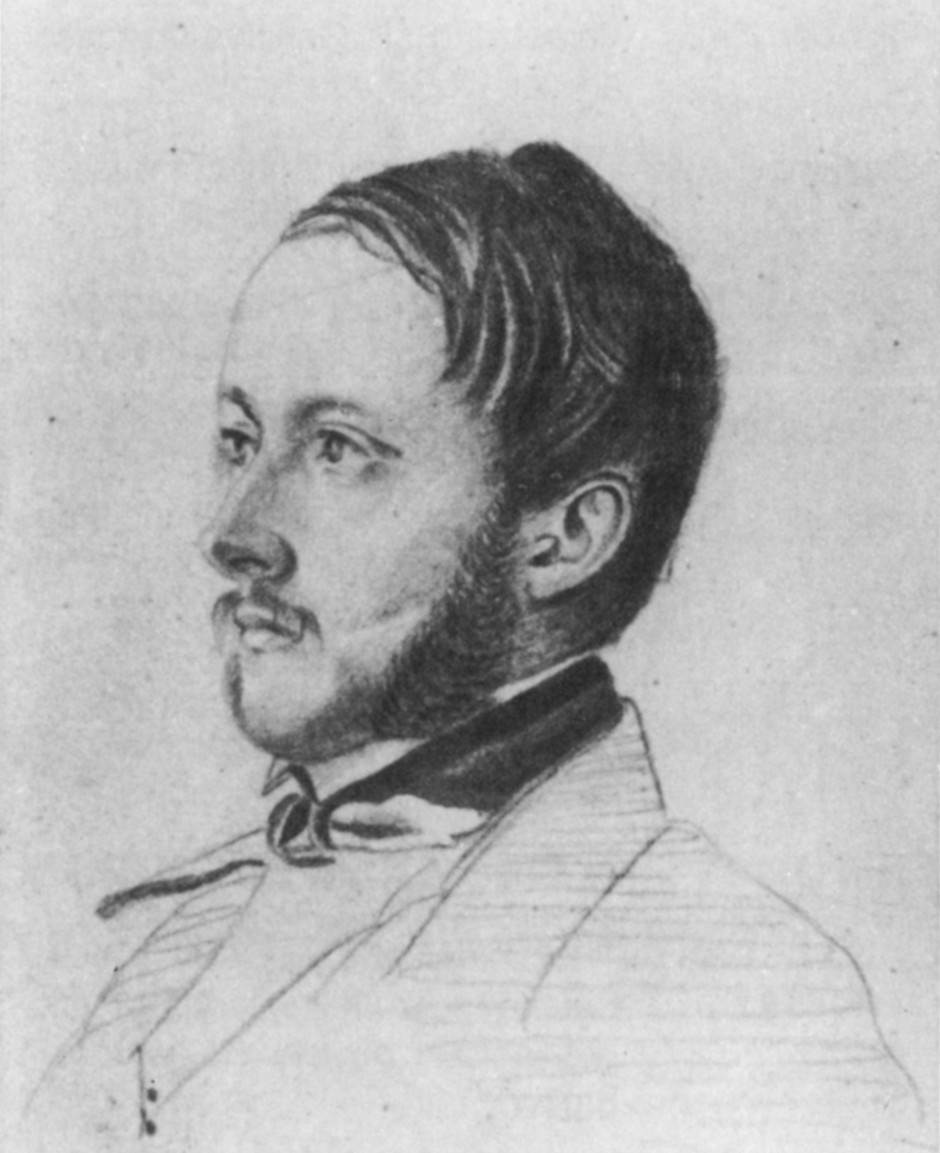
Vinckes Vetter der unparteiliche Zeuge von Bodelschwingh

### Hergang
Als die beiden Gruppen sich am 25. März 1852 um 8 Uhr früh an einem von Bodelschwingh bestimmten Platz am Seeufer in Tegel trafen, herrschte ein frühlingshaftes Wetter bei klarem Sonnenschein, obwohl in den letzten Tagen eine große Menge Schnee gefallen war. Mit Bismarck waren sein Sekundant Oskar von Arnim-Kröchlendorff, sein Bruder Bernhard von Bismarck als unbeteiligter Zuschauer und Eberhard zu Stolberg-Wernigerode als Zeuge erschienen. Vincke begleiteten von Saucken-Julienfelde als Sekundant, von Bodelschwingh als Unparteilicher sowie sein Vetter Major Vincke als Zeuge. Nach seinem gescheiterten Versöhnungsversuch erklärte Bodelschwingh, dass die Forderung ihm für die gefallene Beleidigung zu hart erscheine, so dass ein Schuss pro Seite genügen würde. Dem stimmten beide Seiten zu. Saucken-Julienfelde ließ für Vincke anfragen, dass man von der Duellforderung abrücke, wenn Bismarck sein Bedauern erkläre. Dies lehnte Bismarck ab. Hierbei muss bemerkt werden, dass gerade für Bismarck der Verzicht folgenreicher gewesen wäre als für Vincke. Als Erzkonservativer vertrat er doch genau den Wertekanon, der durch das Duell ausgedrückt und verteidigt wurde. Ein Verzicht hätte ihn nicht nur der Unglaubwürdigkeit, sondern sogar der Lächerlichkeit preisgegeben. Nun wurden die präzisen Duellpistolen geladen. Dabei wurde eine nach Bismarck überladen, so dass sie anfänglich nicht zur Verfügung stand. Daher wich man auf unpräzisere Pistolen aus, die zum Sekundieren vorgesehen waren. Laut Bodelschwingh brach der Ladestock, weil die Kugeln für den Lauf zu dick waren; daraufhin wurden kurze geschäftete Pistolen verwendet. Die beiden Duellanten nahmen ihre Positionen ein. Auf Kommando von Bodelschwinghs schossen beide aufeinander und fehlten. Das eigentliche Duell dürfte um etwa 10 Uhr angefangen haben; Bodelschwingh schilderte es so:

„Ich ladete die Pistolen, die Gegner wurden sich gegenüber gestellt und ich sagte denselben, daß sie auf mein Kommando: ‚Eins‘ die Pistolen zu heben, auf mein Kommando: ‚Zwei‘ zu zielen und ehe das Kommando: ‚Drei‘ erfolge, abzuschießen hätten. Ich fügte hinzu, daß ich ihnen zwischen ‚Zwei‘ und ‚Drei‘ ausreichend Zeit lassen werde. – Wenige Sekunden nach dem Kommando ‚Zwei‘ fielen beide Schüsse, fast gleichzeitig, wenigstens konnte ich nicht unterscheiden, wer von beiden zuerst geschossen hatte. Beide Gegner waren unverletzt. Herr von Bismarck schritt rasch auf Herrn von Vincke zu und reichte ihm die Hand. Es fand auf dem Kampfplatz vollständige Aussöhnung statt.“

Bismarck schilderte dagegen: 

„Gott verzeihe mir die schwere Sünde, dass ich seine Gnade nicht sogleich erkannte, aber ich kann es nicht leugnen, als ich durch den Dampf sah und mein Gegner aufrecht stehen blieb, hinderte mich eine Empfindung des Missbehagens, in den allgemeinen Jubel, der Bodelschwingh Tränen vergießen ließ, einzustimmen; die Ermäßigung der Forderung war mir verdrießlich, und ich hätte das Gefecht gern fortgesetzt. Da ich aber nicht der Beleidigte war, so konnte ich nichts sagen; es war aus, und alles schüttelte sich die Hände.“

## Das Ergebnis

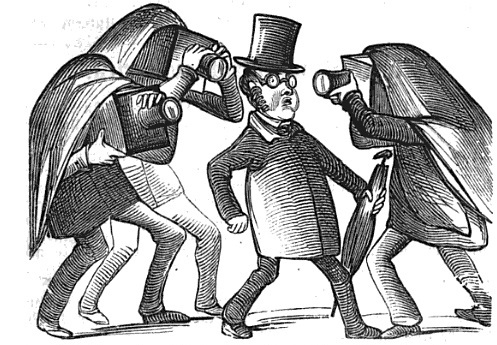
1861: „Sie sollen mich nicht haben“ Der Münchner Punsch machte sich über den öffentlichkeitsscheuen Charakter Vinckes lustig. Die Aussage ist eine Anspielung auf das Rheinlied von Nikolaus Becker

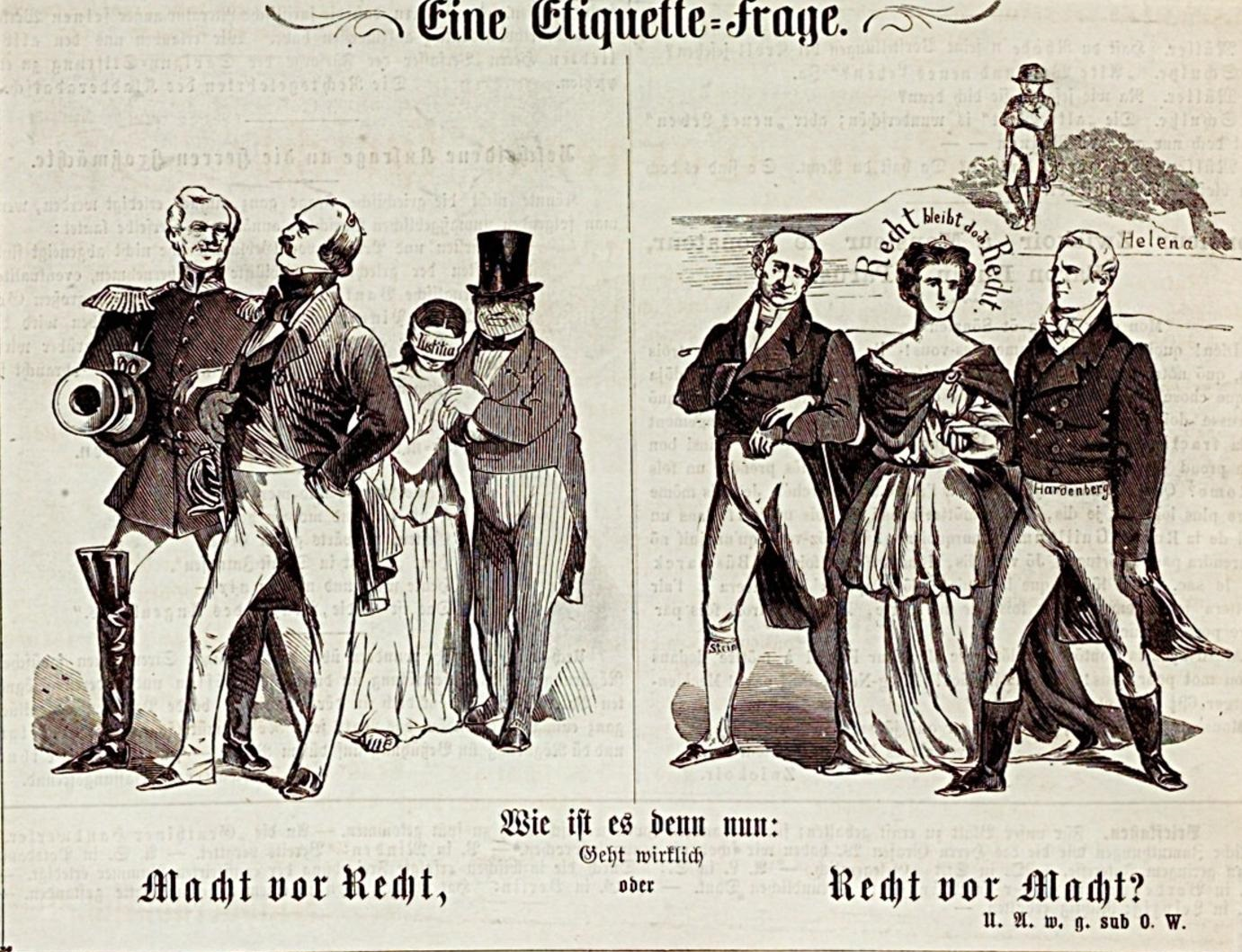
1863: Die Aussage: „Recht bleibt doch Recht“, erinnert unter Hinblick auf die Preußische Reformen an die Worte von Vincke aus seiner Rede vor dem vereinigten Landtag im April 1847, wenngleich ihr Verfasser bereits anderer Meinung war und das Protestschreiben nicht unterstützte

Die liberale Berliner Nationalzeitung vom 26. März 1852 vermeldete in ihrer Morgenausgabe unter der Rubrik „Berliner Nachrichten“ lapidar und ironisch: „Wie erzählt wird, hätte diesen Vormittag zwischen zwei bekannten Kammermitgliedern ein Duell stattgefunden, das infolge einer neulich stattgehabten parlamentarischen oder unparlamentarischen Debatte engagiert war. Wie hinzugefügt wird, wäre der Zweikampf so abgelaufen wie manche Kammerdebatten, das heißt, es wäre nichts dabei herausgekommen.“ Indirekt vermeldete die Bismarck nahestehende Kreuzzeitung das Ergebnis des Duells, indem sie am 27. März 1852 verlauten ließ: „Der diesseitige Bundestagsgesandte, Geh. Legationsrath v. Bismarck-Schönhausen, wird sich heute Abend auf seinen Posten nach Frankfurt zurückbegeben.“ Und auch der Kladderadatsch konnte sich am 28. März 1852 eines ironischen Seitenhiebs auf das Duell nicht versagen: „Einem nicht unwahrscheinlichen Gerücht zufolge soll von einer gewissen Seite der zweiten Kammer nächstens der dringliche Antrag gestellt werden, die bisherige durch die Praxis als unbrauchbar erwiesene Geschäftsordnung abzuschaffen und an deren Stelle den durch Alter und Tradition bewährten und ehrwürdigen alten hallischen Comment einzuführen.“, bzw. als gespielte Annonce: „Den geehrten Mitgliedern des Herrnclubbs am Dönhofsplatz empfehle ich zu den mit dem Frühjahr beginnenden Schiessübungen mein wohl assortiertes Lager ungezogener Mensurpistolen. Der Waffenschmied von Lorzing“
Es wurde viel darüber spekuliert, ob beide Duellanten absichtlich gefehlt hätten oder ob die Pistolen von Außenstehenden manipuliert wurden. Auch wird in den Berichten kein Wundarzt erwähnt, was so weit außerhalb Berlins fatale Folgen hätte haben können. Bodelschwingh hielt das für ausgeschlossen. Beide Kontrahenten hatten durch Briefe und Regelungen mit dem Leben abgeschlossen. Auch soll Bismarck vor und nach dem Duell sehr erregt gewesen sein. Am 25. März teilte Vincke seiner Frau Helene Sophie Berta von der Schulenburg auf Gut Ostenwalde bei Oldendorf das Duell und den glücklichen Ausgang desselben mit. Da Bismarck ihm einen Mangel an Erziehung vorgeworfen habe, sei ihm natürlich nichts übrig geblieben. Er hoffe aber, das Duell werde auch in der Kammer ein besseres Verhältnis und mehr Achtung zwischen Links und Rechts hervorrufen. In der Kammerdebatte am 27. März 1852 erklärte er bezüglich der Treuepflicht der preußischen Beamten, dass Mut und Treue für ihn abstrakte Begriffe sein, worunter man vieles verstehen könne. Bismarck vermeldete ebenfalls seiner Gattin Johanna von Puttkamer am 25. März, dass sie dem Zeitungsklatsch, dass er mit Vincke und Harkort in einer gefährlichen Beziehung stünde, keinen Glauben schenken solle; das sei alles nun beseitigt; darauf gebe er ihr sein Wort und würde eher etwas verschweigen, als sie belügen. Erstaunlicherweise bekundeten beide die Erleichterung über den Ausgang in ihren Briefen, kein Wort über Satisfaktion oder Ehre.
Das politische Berlin zeigte sich unzufrieden, hatten doch sowohl die Liberalen als auch die Konservativen gehofft, einen wortgewaltigen Gegner zu verlieren. König Friedrich Wilhelm IV., der damals zur Feier eines Jubiläums nach Moers gefahren war, ließ sich unterwegs telegraphisch den Ausgang melden. Schon einen Monat später, am 21. April 1852, sprach er in einem Billet die Erwartung aus, dass mit Bismarcks Hilfe die Umgestaltung der Ersten Kammer gelingen und die „schmutzigen Intriguen“ des „Verein[s] reudtiger Schafe aus der Rechten und stänkriger Böcke aus der Linken“ überwunden werden könnten. Doch Bismarck war der „Kammerluft“ überdrüssig geworden. In einem Brief an die Gattin schrieb er im Mai, dass etwas Demoralisierendes darin läge. Die Leute würden bei dem „Turn- und Exerzierplatz von Geist und Zunge“ eitel werden und sich auf der Tribüne, wie in einem „Toilettenstück“ vor dem Publikum produzieren. Immer wenn er von Frankfurt unbefangen dort hinkomme, sei es ihm, als wenn ein Nüchterner unter Besoffene gerate. Sehr zum Verdruss des Königs lehnte er die Wiederwahl in seinem Wahlkreis Havelland im Herbst 1852 ab. Dieser berief ihn dennoch am 21. November 1854 in das Preußische Herrenhaus, wo er sich nicht zu Wort meldete.
Zusammenfassend hat das Duell dem aufstrebenden Bismarck sehr genutzt. Es hat ihm in seinen konservativen Kreisen Rückhalt, beim König Vertrauen, beim politischen Gegner Respekt verschafft. Vincke dagegen hatte sich auf ein Feld locken lassen, auf dem er nur bestehen, aber nichts gewinnen konnte. Bismarck entsagte in den nächsten zehn Jahren der parlamentarischen Auseinandersetzung und überließ es damit auch Vincke. In Frankfurt, St. Petersburg und Paris entwickelte er seine diplomatische Karriere weiter. In der neuen Ära, also von 1858 bis 1861, war die „Fraktion Vincke“ die größte im Abgeordnetenhaus. Bei den Wahlen von 1858 stellten die 158 Abgeordneten 58 % in der Kammer, also die absolute Mehrheit. In dieser Zeit stand Vincke als Vorsitzender der Fraktion Vincke zum letzten Mal auf dem Zenit seines politischen Einflusses. Der Innenminister Maximilian von Schwerin-Putzar oder der Finanzminister Robert von Patow, aber auch der einflussreiche Alfred von Auerswald waren seine Fraktionskollegen. Als im Februar 1861 die Abspaltung von 19 Abgeordneten, die sich zur Fraktion Forckenbeck, benannt nach Max von Forckenbeck ereignete, war dies der Beginn eines Erosionprozesses. Im Herbst 1862, als Bismarck zum preußischen Ministerpräsident ernannt wurde, kam er wieder zurück ins Abgeordnetenhaus; doch diesmal als Regierungschef.
Als am 27. Januar 1863 Bismarck zum Verfassungskonflikt in der Kammer Stellung nahm, führte er aus, dass das konstitutionelle Leben eine Reihe von Kompromissen sei, die, wenn sie vereitelt würden, zu Konflikten führen würden. Konflikte aber seien Machtfragen, die die Mächtigen in ihrem Sinne umsetzen müssten. Dem antwortete nicht mehr Vincke, sondern sein Fraktionskollege Maximilian von Schwerin-Putzar, indem er ausführte: „Macht geht vor Recht. Bislang habe die Größe Preußens und die Anerkennung des Königshauses auf dem Grundsatz beruht Recht geht vor Macht. Justitia fundamentum regnorum! Das ist der Wahlspruch der preußischen Könige, und er wird es fort und fort bleiben.“ Allerdings wurde diese hohe ethische Position schon von Zeitgenossen kritisch hinterfragt. Ferdinand Lassalle führte in seinem Brief an die Vossische Zeitung aus: „Was bedeutet aber … der fromme Jubel, mit welchem die Kammer die Erklärung des Grafen v. Schwerin aufnahm, dass im preußischen Staate »Recht vor Macht« gehe? Fromme Kinderwünsche und weiter nichts! Denn eine feierlichere Bedeutung würde er nur bei Männern haben, die entschlossen wären, auch die Macht hinter das Recht zu setzen!“ Als im Januar 1863 eine Protestresolution gegen den Verfassungsbruch Bismarcks in der 2. Kammer beschlossen wurde, stimmte Vincke mit den Resten der Altliberalen sogar gegen die Mehrheit. Vincke ließ sich nicht noch mal auf einen Machtkampf mit Bismarck ein. Für ihn war das Duell der Kulminations- und Endpunkt einer langen Auseinandersetzung mit einem überkommenen politischen System, das in Bismarck seine personale Reinkarnation gefunden hatte. Pierre Bourdieu erklärte die Sakralität des Ehrenschutzes als notwendige Grundbedingung des Duells. Das Ehrgefühl kann damit nur für diejenigen Bedeutung haben, für die es um „heilige Dinge“ ginge. Menschen, die so etwas nicht hätten, brauchen daher kein Ehrgefühl, weil sie in diesem Sinne, unverwundbar wären.
Es ist eine Ironie der Geschichte, dass der Mann, der dem Machtbestreben Bismarcks im Jahr 1847 durch eine kontinuierliche Fort- und Weiterentwicklung des bestehenden Rechtssystems entgegengetreten war, es im Jahr 1863 noch nicht einmal vermochte, sich der empörten Mehrheit der zweiten Kammer des Rechtsbruches wegen, anzuschließen. Entweder hat Vincke im Jahr 1852 nur sein privates Rechts- und Ehrverständnis verteidigt, oder er ist von seiner einstigen Überzeugung abgerückt, oder er hatte resigniert. Nur im späteren Kulturkampf vertrat Vincke noch eine abweichende Meinung. Anders als Abraham Lincoln, der am 22. September 1842 ein Duell mit James Shields auf einer Flussinsel bei Alton auszutragen hatte, wurde Bismarck in der Folgezeit nicht besonnener in der Öffentlichkeit und in dem Umgang mit dem politischen Gegner gemäßigter. Denn auch hier wieder benutzte er seine Satisfaktionsfähigkeit als Edelmann, um seine politischen Gegner einzuschüchtern. So forderte Bismarck seinerseits am 3. Juni 1865, den Abgeordneten Rudolf Virchow zum Duell; dieser lehnte jedoch mit der Begründung ab: ein Duell sei keine zeitgemäße Art der Diskussion. Auch diese Duellforderung rief ein lebhaftes Medieninteresse hervor, aber auch sehr viel Resonanz in der Bevölkerung. Nach Vincke in seinen Anfängen gab es nur noch einen Mann in Preußen, den Bismarck derart ernst nahm, Ludwig Windthorst. Das Duell als ein historisches Ereignis wird allenfalls von den Historikern des 19. Jahrhunderts noch gewürdigt. Vom westdeutschen Historiker Lothar Gall und vom ostdeutschen Historiker Ernst Engelberg wird es in ihren Bismarck-Biographien noch nicht einmal erwähnt. Bismarck selbst bezeichnete im Nachhinein „bei ruhigem Blut“ den Ausgang des Duells als Gnade Gottes.